# Río de Janeiro
Río de Janeiro (en portugués: Rio de Janeiro, pronunciado /ˈχiw d(ʒi) ʒɐˈne(j)ɾu/ (escucharⓘ)), fundada como São Sebastião do Rio de Janeiro, es una ciudad, municipio brasileño y capital del estado homónimo, ubicada en el sureste del país. Es la segunda ciudad más poblada de Brasil después de São Paulo. Es considerada como la ciudad de Brasil más conocida a nivel Internacional.
Fue la capital del Imperio portugués entre 1808 y 1822 y, más tarde, la capital de Brasil desde 1822, cuando la nación declaró su independencia del país luso. Conservó ese rango hasta la inauguración de Brasilia, en 1960.
Es uno de los principales centros económicos, de recursos culturales y financieros de Brasil, sede de empresas nacionales e internacionales.
Inscripta en la lista del Patrimonio Mundial de la Unesco, Río de Janeiro es conocida internacionalmente como Ciudad Maravillosa (Cidade Maravilhosa, en portugués) con iconos culturales y paisajes como el Pan de Azúcar, la estatua del Cristo Redentor (una de las siete maravillas del mundo moderno, declarada Patrimonio Histórico y Artístico de Brasil), las playas de Copacabana e Ipanema, el Estadio de Maracaná, el parque nacional de Tijuca (el mayor bosque urbano del mundo), las fiestas de Fin de Año en Copacabana y la celebración del Carnaval. Entre sus atractivos culturales se encuentran el Museo de Arte Moderno, el Museo Nacional de Bellas Artes y el Teatro Municipal.
Representa el segundo mayor PIB en el país y 30.º mayor del mundo, además de ser sede de dos de las más importantes empresas brasileñas —Petrobras y Vale do Rio Doce, ahora privatizada— y las principales empresas de petróleo y la telefonía, así como del mayor conglomerado de compañías de medios y comunicaciones de América Latina. Es el segundo centro más grande de investigación y desarrollo en Brasil, alcanzando el 17% de la producción científica nacional (según datos de 2005).
Río de Janeiro también es considerada una ciudad global beta por el inventario de 2018 de la Universidad de Loughborough (GaWC).
Casi el 25% de la población (unos 1,5 millones de personas) vive en asentamientos irregulares, que en Brasil se conocen como favelas. Según el censo de 2022, tres favelas cariocas (Rocinha, Jacarezinho y Maré) son los lugares con mayor densidad de población de todo Brasil, mientras que la ciudad tiene dos de las tres favelas con mayor cantidad de viviendas del país (Rocinha con 30.955 viviendas y Rio das Pedras con 27.573, solamente superadas en Brasil por la favela Sol Nascente, en Brasilia, que tiene 32.081 viviendas).
Albergó la Copa Mundial de Fútbol de 1950, la Copa Confederaciones 2013, la Jornada Mundial de la Juventud 2013, la Copa Mundial de Fútbol de 2014 y los Juegos Olímpicos de Río de Janeiro 2016. Fue sede de la Copa América 2019 y de la Copa América 2021 en el Estadio Maracaná.
Es servida por dos aeropuertos: el Santos Dumont (código IATA SDU), que concentra vuelos nacionales y hacia el Mercosur; y el Antonio Carlos Jobim (conocido como Galeāo, código IATA GIG), situado en la Isla del Gobernador.
En el otro margen de la bahía de Guanabara se encuentra Niterói, con una comunicación fluida con Río de Janeiro gracias al puente Presidente Costa e Silva, más conocido como Rio-Niterói.

## Toponimia
El día de año nuevo de 1502 (janeiro significa 'enero') el navegante portugués Gaspar de Lemos entró con su barco en una bahía cuyo nombre nativo sigue siendo hoy Guanabara en la costa brasileña. En el idioma portugués de la época, las bahías también eran llamadas "ríos" o "rías", por lo cual él la denominó Rio de Janeiro ('Río de enero').

## Historia

### Período colonial

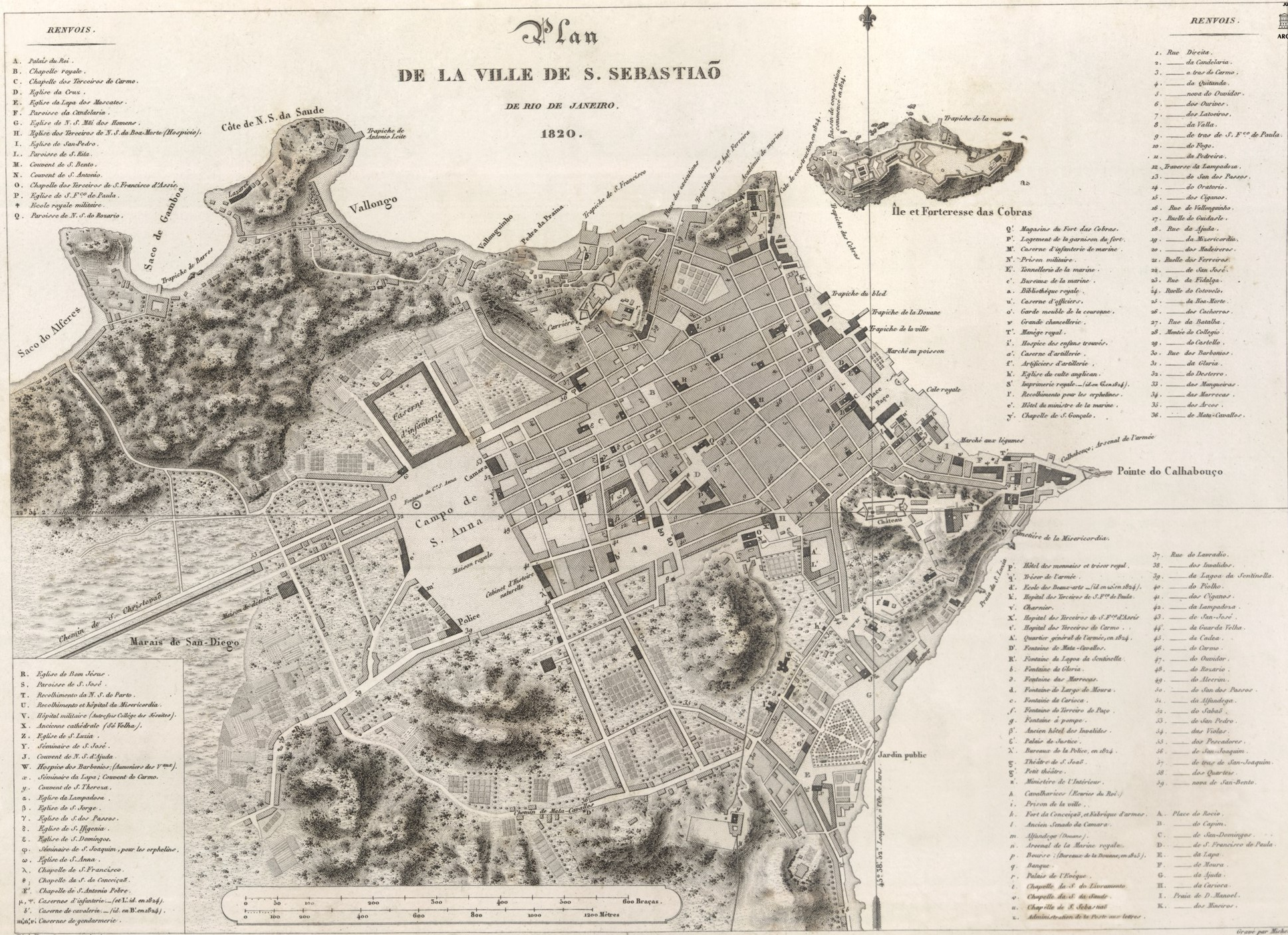
Mapa de la ciudad de Río de Janeiro en 1820, entonces capital del Reino Unido de Portugal, Brasil y Algarve, tras el traslado de la corte a América.

El 20 de enero de 1502, exploradores portugueses llegaron a la bahía de Guanabara en una expedición encabezada por el Gaspar de Lemos. La presencia europea en la zona comenzó poco después. En 1519 cuando Fernando de Magallanes atracó sus buques en la bahía, contrabandistas franceses ya la utilizaban como un puesto para el contrabando de palo brasil. Cuando el oficial naval francés Nicolas Durand de Villegaignon llegó en 1555 con una flota de dos buques y 600 soldados y colonos, fundó el primer asentamiento europeo permanente en la zona. La colonia fue denominada Francia Antártica y sus colonos consistían principalmente de hugonotes franceses que escapaban de la represión en Francia y calvinistas suizos. Sin embargo, la Francia Antártica no duraría mucho más de 10 años, debido a que el 15 de marzo de 1560 sería disuelta tras la caída del Fuerte Coligny en la Isla de Sergipe producto de la invasión portuguesa comandada por Mem de Sá, la cual a su vez causó la expulsión de todos los franceses en la zona.
Finalmente, la ciudad de São Sebastião do Rio de Janeiro (nombre que se le otorgó en homenaje al rey Sebastián I de Portugal.) sería fundada el 1 de marzo de 1565 por Estácio de Sá, sobrino del gobernador general de Brasil (Mem de Sá).
A fines del siglo XVI, Río era un lugar estratégico en el Atlántico para el tránsito de buques entre Brasil, las colonias de África y Europa. Se construyeron fortalezas y se formó una alianza con las tribus nativas cercanas para la defensa de la ciudad. La caña de azúcar fue la primera industria en la zona. En primer lugar se utilizaban nativos, pero más tarde los esclavos de África fueron utilizados para estos trabajos manuales.
Hasta comienzos en el siglo XVII, la ciudad se vio amenazada o invadida por piratas y bucaneros franceses, como Jean-François Duclerc y René Duguay-Trouin. Después de 1720, cuando los portugueses encontraron oro y diamantes en la vecina capitanía de Minas Gerais, Río de Janeiro pasó a ser mucho más útil que Salvador de Bahía como puerto para exportar la riqueza, ya que esta estaba mucho más al norte.
Durante casi todo el siglo XVII, la ciudad tuvo un desarrollo lento. Con cerca de 30 000 habitantes en la segunda mitad del siglo XVII, Río de Janeiro se convirtió en la ciudad más populosa de Brasil, e iba a tener una importancia fundamental para el dominio colonial. Esta importancia se hizo aún mayor con la exploración de yacimientos de oro en Minas Gerais, en el siglo XVIII: la proximidad llevó a la consolidación de la ciudad y centro económico y el puerto.
En 1763, la administración colonial portuguesa en América se trasladó a Río. La ciudad continuó siendo principalmente la capital colonial hasta 1808, cuando la familia real portuguesa y la mayoría de los asociados nobles de Lisboa, que huían de la invasión napoleónica de Portugal, se trasladaron a Río de Janeiro. La capital del reino de Portugal fue trasladada a la ciudad, que, por lo tanto, se convirtió en la única capital europea fuera de Europa.
La llegada de la corte portuguesa marcó profundamente la ciudad, debilitada por las guerras napoleónicas. Después de la apertura de los puertos, se convirtió en un centro comercial importante. En las primeras décadas, ha planteado diversas instituciones educativas, tales como la Academia Militar, la Escuela Real de Ciencias, Artes y Oficios y la Academia Imperial de Bellas Artes y la Biblioteca Nacional - con la colección más grande de América Latina - y el Jardín Botánico. El primer periódico impreso en Brasil, la Gazeta do Rio de Janeiro, se puso en circulación durante este período. Fue la única ciudad del mundo convertida en imperio europeo fuera de Europa.

### Llegada de la corte portuguesa y período imperial

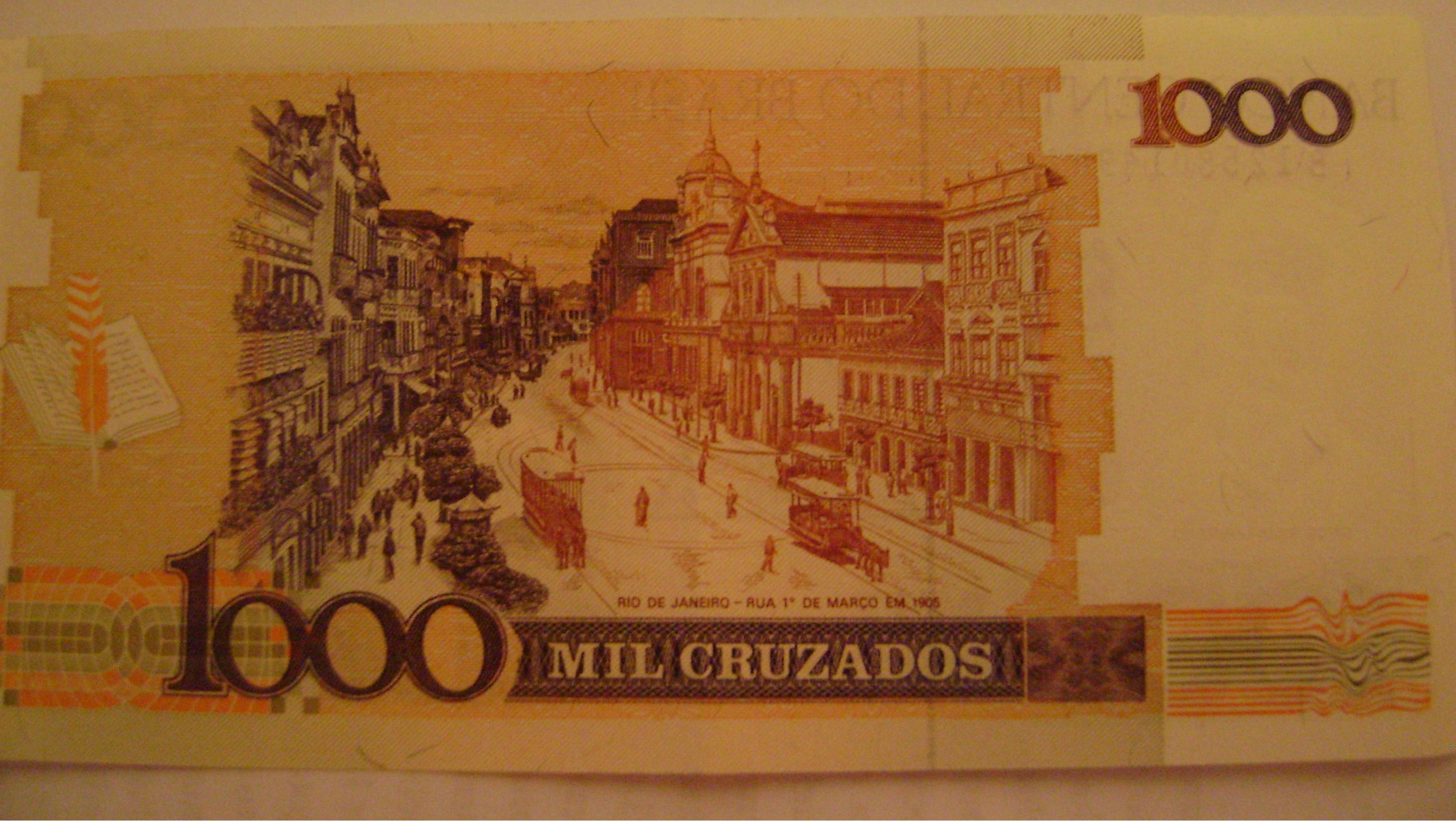
Billete de 1000 cruzados. Aparece una imagen de la calle 1.º de marzo en 1905.

La llegada de la corte portuguesa, en 1808, marcaría profundamente la ciudad, entonces convertida en el centro de neurálgico del Imperio portugués, debilitado por las guerras napoleónicas. Luego de la apertura de los puertos, se convirtió en un importante centro comercial. En las primeras décadas se crearon varias instituciones educativas como la Academia Militar, la Escuela Real de Ciencias, Artes y Oficios y la Academia Imperial de Bellas Artes, además de la Biblioteca Nacional — con el mayor acervo de América Latina — y el  Jardim Botânico. El primer periódico impreso de Brasil, la Gazeta do Rio de Janeiro, empezó a circular en ese periodo. Fue la única ciudad del mundo en ser capital de un imperio europeo fuera de Europa.
Fue la capital de Brasil entre 1763 y 1960, cuando el gobierno se trasladó a Brasilia. Entre 1808 y 1815, fue capital del Reino Unido de Portugal, Brasil y Algarbes, como era oficialmente designado Portugal en esa época. Entre 1815 y abril de 1821, fue sede del Reino Unido luego de que el Brasil fuera elevado a Reino y se convirtiera en parte integrante de éste.
Luego de la Independencia de Brasil (1822), la ciudad se convirtió en la capital del Imperio del Brasil, mientras la provincia se enriquecía con la agricultura de la caña en la región de Campos y, principalmente, con el reciente cultivo del café en el Vale do Paraíba. En 1823, Río de Janeiro recibió el título de Muito Leal e Heroica por carta imperial de Pedro I, por cuanto sus habitantes apoyaron al entonces príncipe regente en su decisión de quedarse en Brasil, en lo que iría a ser conocido como el Dia do Fico. Con la finalidad de separar la provincia de la capital del imperio, la ciudad fue convertida, en 1834, en el Municipio Neutro, y la provincia de Río de Janeiro pasó tener su capital en la ciudad de Niterói.
Como centro político del país, "Río" concentraba la vida político-partidaria del imperio. Fue escenario principal de los movimientos abolicionista y republicano en la segunda mitad del siglo XIX. Durante la República Velha (1889–1930), debido a la decadencia de sus áreas cafetaleras, el estado de Río de Janeiro perdió fuerza política frente a los florecientes estados de São Paulo y Minas Gerais.

### Período republicano
Con la proclamación de la república en las últimas décadas del siglo XIX e inicios del XX, Río de Janeiro enfrentó graves problemas sociales derivados del crecimiento rápido y desordenado. Con la desaparición del trabajo esclavo, la ciudad pasó a recibir grandes cantidades de inmigrantes europeos y ex-esclavos atraídos por las oportunidades que ahí se abrían para el trabajo asalariado. Entre 1872 y 1890, su población se duplicó, pasando de 274 mil a 522 mil habitantes.
El aumento de la pobreza agravó la crisis de vivienda, problema constante en la vida urbana de Río desde mediados del siglo XIX. El epicentro de esa crisis era aún, y cada vez más, el centro urbano - la ciudad antigua y sus cercanías, donde se multiplicaban los cortiços y se generaban las terribles epidemias de fiebre amarilla, viruela y cólera que dieron a la ciudad la fama internacional de ser un "puerto sucio".
Muchas campañas de erradicación se llevaron adelante por los gobiernos de la época y no fueron bien recibidas por la población carioca. Hubo muchas revueltas populares, entre ellas la famosa Revuelta de la Vacuna, de 1904, que también tuvo como causa la toma de medidas impopulares, como las reformas urbanas del centro, ejecutadas por el ingeniero Pereira Passos. Varios cortiços fueron demolidos y la población pobre de la región central enviada a las puntas de los cerros en la zona portuaria y Caju, sobre todo a los morros de Saúde y Providencia.
Tales poblamientos crecieron de manera desordenada, dando inicio al proceso de favelización (aunque todavía no era muy preocupante en esa época) lo que no impidió la adopción de varias otras reformas urbanas y sanitarias que modificaron la imagen de la entonces capital de la república. Datan de ese periodo la inauguración del Teatro Municipal y de la Avenida Rio Branco, con los edificios inspirados en elementos de la Belle Époque parisina, y la inauguración, en 1908, del Bondinho del Pan de Azúcar, uno de los hitos de la ingeniería brasileña, en conmemoración de los 100 años de la apertura de los puertos.
La ocupación de la actual zona sur se hizo realidad con la apertura del Túnel Velho, que conectaba Botafogo y Copacabana. El surgimiento del Copacabana Palace, en 1923, consagró definitivamente el proceso de ocupación y el turismo en la zona, que experimentó una explosión demográfica. El Cristo Redentor se inauguraría en 1931, convirtiéndose en una de las postales cariocas y brasileñas. Luego del traslado de la capitalía para Brasilia en 1960, Río fue convertido en una "ciudad-estado" con el nombre de Guanabara. El 15 de marzo de 1975 se dio la fusión de la ciudad con el antiguo estado de Río de Janeiro y, el 23 de julio, se promulgó su constitución estadual.
En los años 70, se llevaron a cabo políticas de renovación urbana que mejoraron las infraestructuras mientras eliminaban parte del acervo arquitectónico existente de Río. Así, el cerro Santo Antonio, en el centro histórico, fue derruido parcialmente en los años cincuenta, dando paso a una explanada que durante el régimen dictatorial sería ocupada por edificios de nueva construcción. Algunos ejemplos de nuevas construcciones que sustituyeron a las demolidas son la Catedral Metropolitana (1964) y los edificios de Petrobras (1968) y del Banco Nacional de Habitación (1968). Las transformaciones del Centro continuaron a lo largo de los años 70 bajo la presión de la especulación inmobiliaria surgida durante la construcción del metro.
En 1992 fue sede de la Conferencia de las Naciones Unidas sobre Medio Ambiente y Desarrollo (CNUCED), más conocida como Rio-92, o ECO-92 — la primera conferencia internacional de peso realizada luego del fin de la Guerra Fría, con la presencia de delegaciones de 175 países.

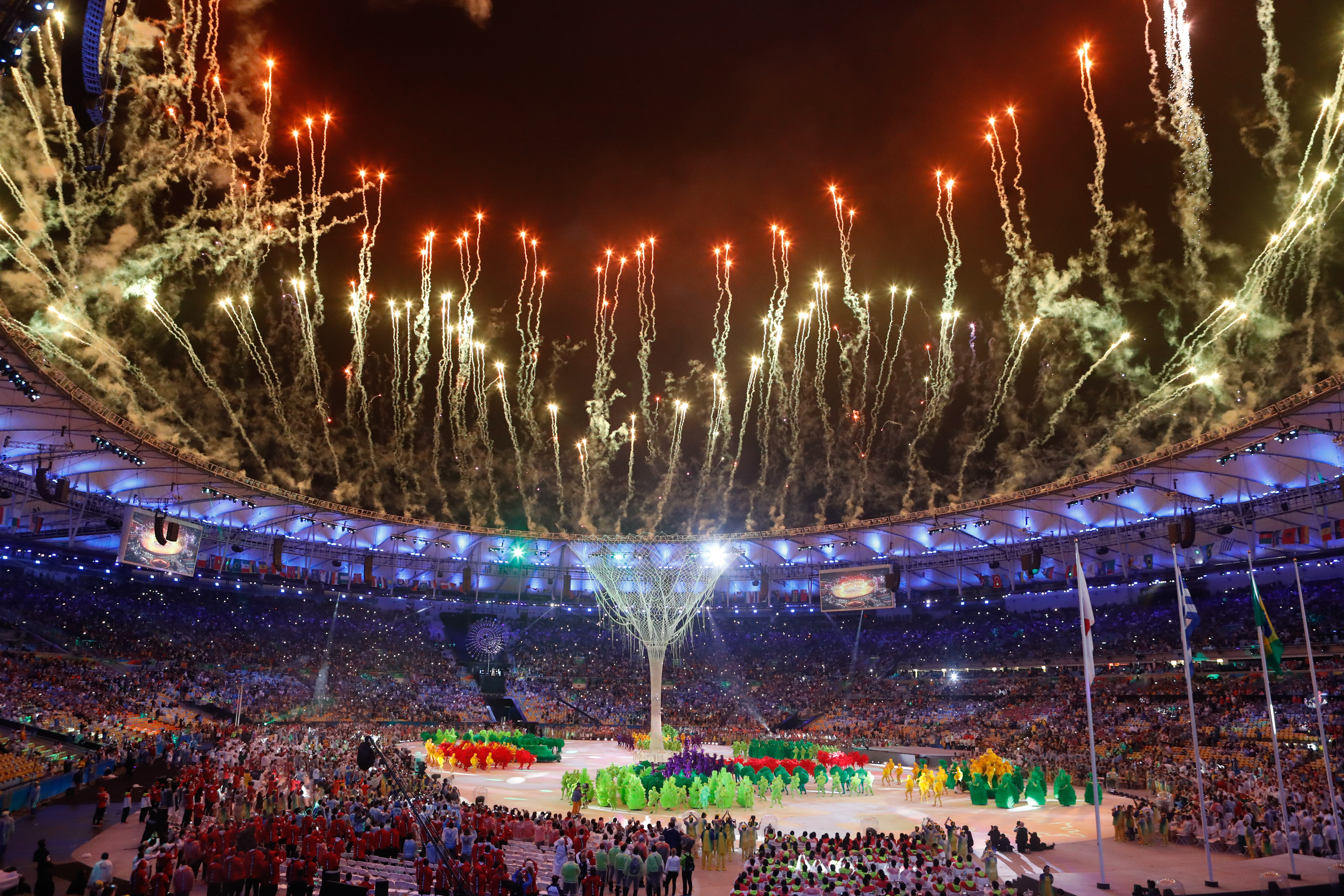
Ceremonia de clausura de los Juegos Olímpicos de Verano de 2016 en el Estadio de Maracanã.

En el 2007, fue sede de los Juego Panamericanos, ocasión en la que realizó inversiones en estructuras deportivas (incluyendo la construcción del Estadio Nilton Santos) y en las áreas de transporte, seguridad pública e infraestructura urbana; y, en 2014, fue sede de siete partidos del mundial de fútbol. Aún en el ámbito deportivo, la ciudad también fue sede de los Juegos Olímpicos de Verano del 2016.
El 1 de julio del 2012, la UNESCO designó parte de la ciudad como Patrimonio de la Humanidad y, el 18 de enero de 2019, la misma institución eligió a Río de Janeiro como primera Capital Mundial de la Arquitectura.

## Demografía

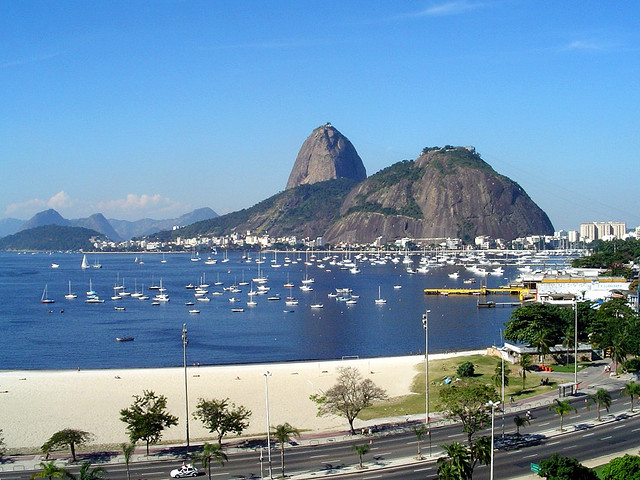
Pan de Azúcar.

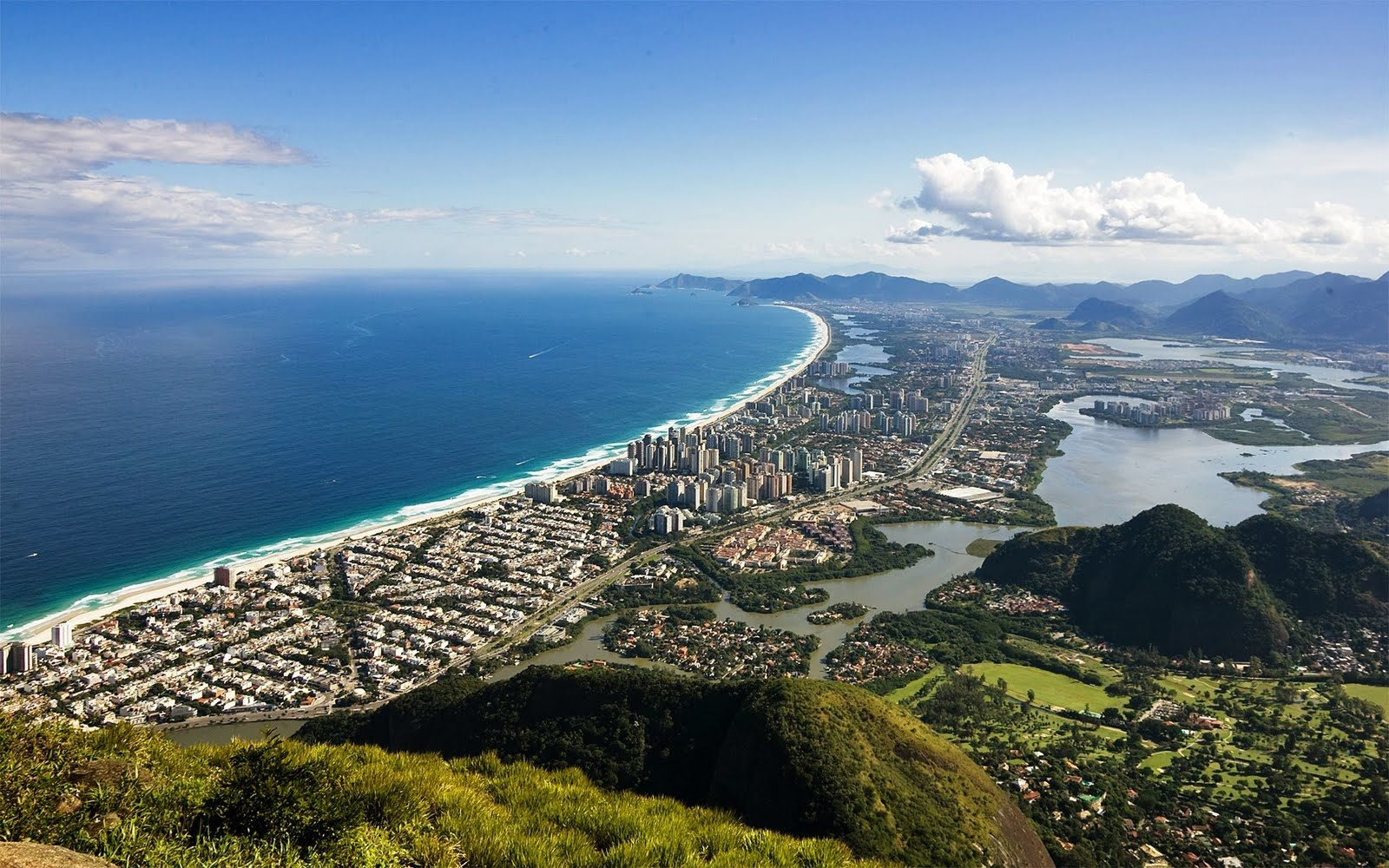
Barra da Tijuca.

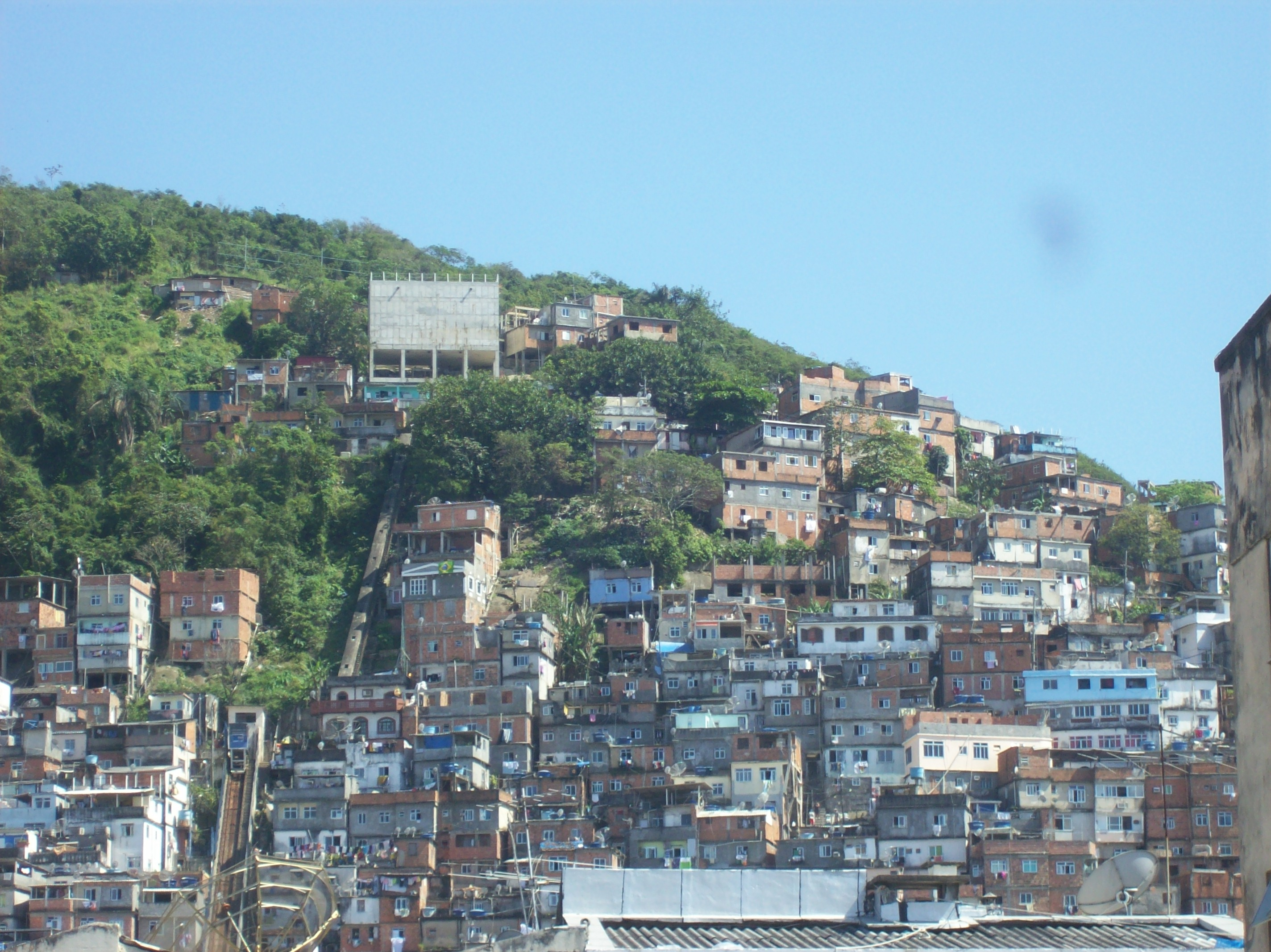
Favelas en Río de Janeiro.

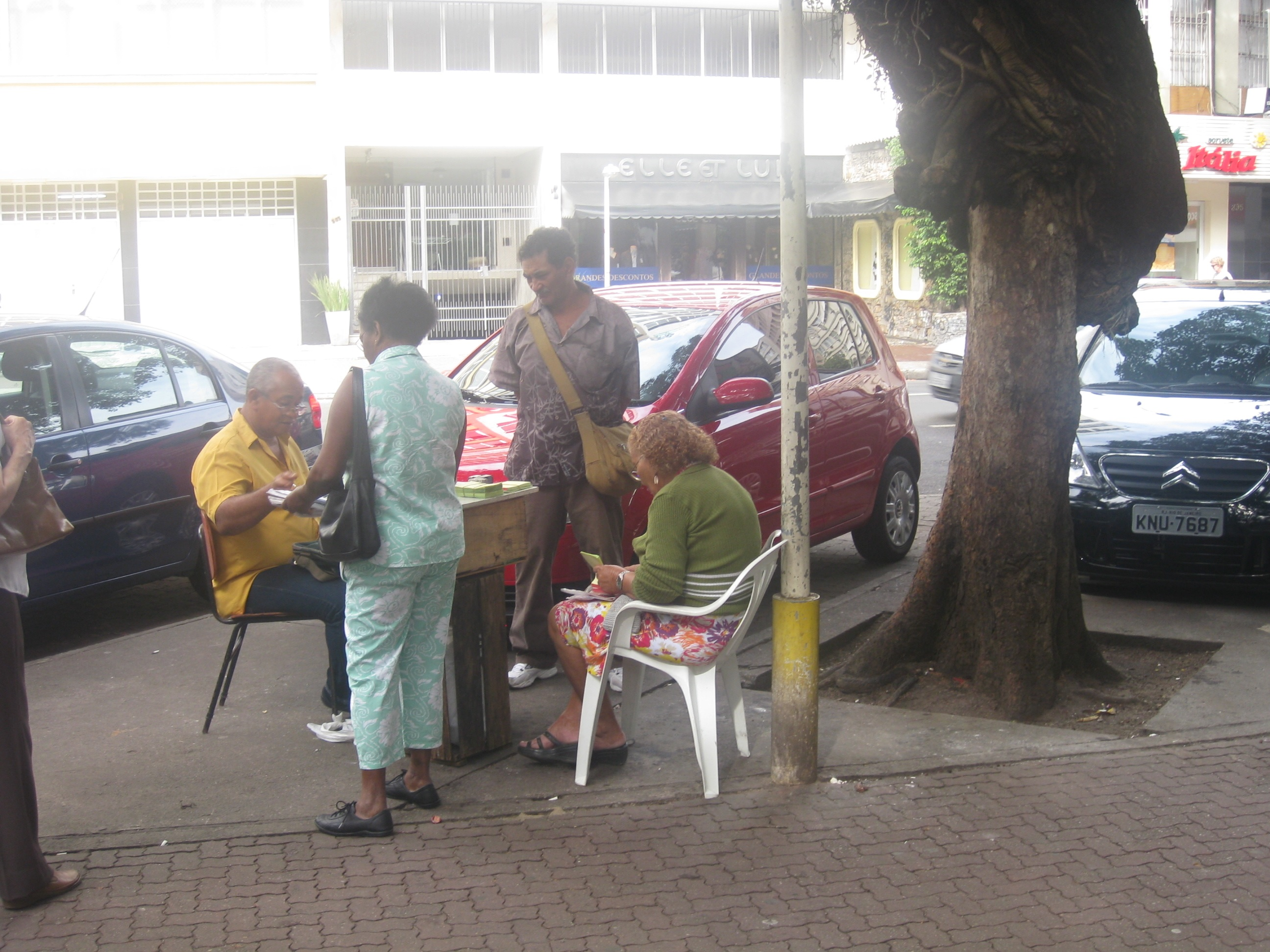
Habitantes de Río de Janeiro.

Según datos del censo de 2010, de acuerdo con el IBGE (Instituto Brasileño de Geografía y Estadística), la población de Río era de 6 320 446 de personas, lo que la convierte en la segunda mayor zona urbana de Brasil y la tercera de Sudamérica.
| Evolución demográfica de Río de Janeiro |

Evolución de la densidad demográfica de Río de Janeiro (hab/km²)
Electores empadronados en Río de Janeiro
| Año  | Total electores | Hombres   | Mujeres   |
| ---- | --------------- | --------- | --------- |
| 2000 | 4.239.216       | 1.970.328 | 2.257.517 |
| 2005 | 4.456.249       | 2.035.101 | 2.412.088 |
| 2007 | 4.505.979       | 2.045.538 | 2.452.192 |

### Población por sexo
Hay más mujeres que hombres viviendo en Río de Janeiro según el censo de 2010.
- Población femenina: 53.2% (3.360.629 de personas)
- Población masculina: 46.8% (2.959.817 de personas)[29]

### Grupos étnicos
| Ancestralidad genómica autosómica de individuos sin relación en Río de Janeiro según estudio genético de 2009 | Ancestralidad genómica autosómica de individuos sin relación en Río de Janeiro según estudio genético de 2009 | Ancestralidad genómica autosómica de individuos sin relación en Río de Janeiro según estudio genético de 2009 | Ancestralidad genómica autosómica de individuos sin relación en Río de Janeiro según estudio genético de 2009 | Ancestralidad genómica autosómica de individuos sin relación en Río de Janeiro según estudio genético de 2009 |
| color | Aporte indígena                                                                                               | Aporte africano                                                                                               | Aporte europeo                                                                                                | |
| --- | --- | --- | --- | --- |
| blanco | 6,7% | 6,9% | 86,4% | |
| pardo | 8,3% | 23,6% | 68,1% | |
| negro | 7,3% | 50,9% | 41,8% | |

El 61,2% de la población es de raza blanca (4 234 812 de personas), el 26,5% son pardos o mestizos (2 307 104), el 11,4% son de raza negra (724 197) y el 0,7% son asiáticos (46 484 personas) y el 0,1 son indígenas (6764). No informó su raza en el censo de 2010 el 0,01% (1085 personas).
Como resultado de la diversidad de inmigrantes que llegaron a Brasil entre finales del siglo xix e inicios del xx, en Río de Janeiro residen también judíos de Ucrania y Polonia, libaneses y sirios, italianos, alemanes, españoles y gente de otras partes de Brasil.
Otro reciente estudio genético de autosomas, en una escuela de la periferia de Río de Janeiro, con «blancos», «pardos», y «negros», llegó a conclusiones similares a las del estudio genético de 2009. Lo mismo alcanzó un estudio genético autosómico de 2011.

### Religión
| Religión       | Porcentaje | Número    |
| -------------- | ---------- | --------- |
| Católicos      | 60.71      | 3.556.096 |
| Protestantismo | 17.65      | 1.034.009 |
| Sin religión   | 13.33      | 781.080   |
| Espiritistas   | 3.44       | 201.714   |
| Umbandistas    | 0.72       | 71.946    |
| Judíos         | 0.4        | 23.862    |
| Otros          | 3.75       | 219.656   |

## Geografía

### Ubicación
La ciudad ocupa el margen occidental de la bahía de Guanabara, que abarca el terreno existente entre Copacabana e Itaipú, y algunas de sus islas, como Gobernador y Paquetá. Se asienta sobre un terreno llano, rodeada de montañas y colinas. La sierra del Mar, en el borde atlántico de la planicie, se encuentra al noroeste de la ciudad, a unos 40 km de la costa. La ciudad ocupa un área de 1182,3 km², lo que supone una densidad de población de 4781 hab/km².
Río de Janeiro está asentado sobre tres grandes piedras: Piedra Blanca, Piedra de Gericinó y Piedra de la Tijuca, que son cubiertas por una bella vegetación atlántica. Los principales cerros son: parque nacional de Tijuca (1.022 m), Bico do Papagaio (975 m), Andaraí (900 m), Pedra da Gávea (842 m), Corcovado (704 m), Dois Irmãos (533 m) y Pan de Azúcar (395 m), que se encuentra en la entrada de la bahía.

### Barrios

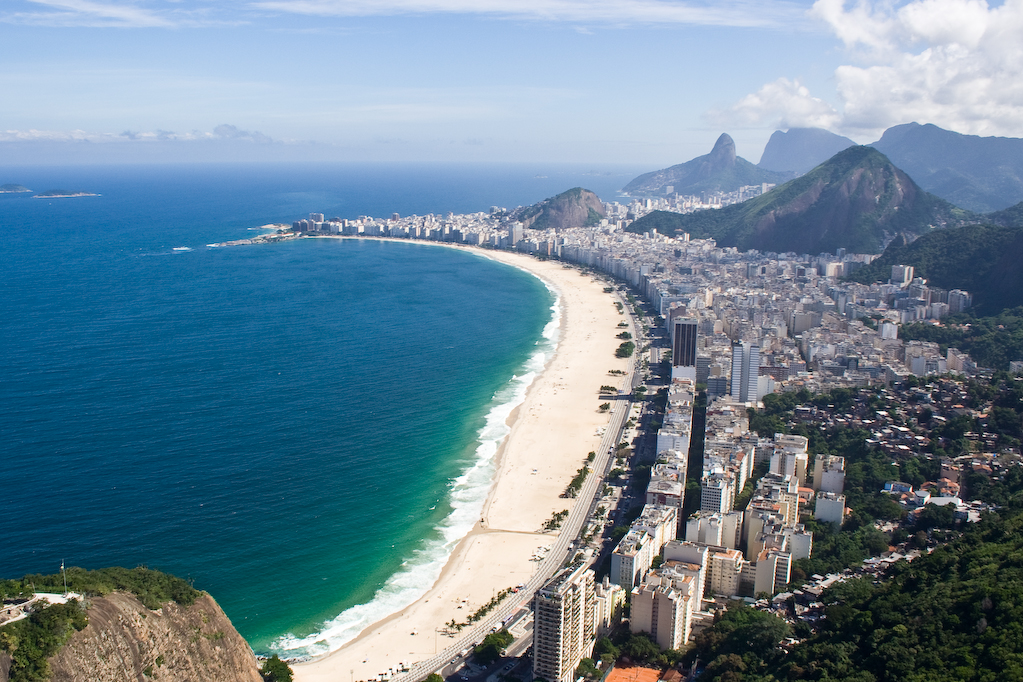
Copacabana

Río de Janeiro está dividida en 33 Regiones Administrativas, que incluyen los 166 barrios del municipio. También está subdividida en 11 subprefecturas.
La mayoría de los barrios más conocidos y también con mayor IDH de la ciudad se encuentran en la zona sur: Copacabana, Ipanema, Botafogo, Flamengo, Leme, Leblon, Lagoa. En Cosme Velho está la estación Ferro da Corcovado, del tren que lleva al Cristo Redentor. En Urca se encuentra el cerro Pan de Azúcar.
El barrio Barra da Tijuca se ubica en la Zona Oeste, y tiene el parque Aquático Maria Lenk y el Barra Shopping, donde se ha inaugurado el primer multiplex de salas de cine de Río y tiene la emblemática réplica de la estatua de la libertad.
Los barrios ubicados en la Zona Norte tienen los estadios de fútbol. En el barrio Tijuca y Maracanã está el Estadio Maracanã, el barrio Engenho de Dentro el Estadio Engenhão y en São Cristóvão el Estadio São Januário, el único estadio polideportivo privado, pertenece al equipo de fútbol Vasco da Gama, uno de los más importantes y tradicional de Brasil.

### Picos de la zona

#### Pedra da Gávea
Altitud: 844 m.
Ubicación: Río de Janeiro, Brasil Cordillera Serra do Mar.
Pedra da Gávea es una montaña monolítica en la Floresta de Tijuca, en Río de Janeiro, Brasil. Compuesta de granito y gneis, su altitud es de 842 metros, convirtiéndose en una de las montañas más altas del mundo junto de las orillas oceánicas. Los caminos en la montaña fueron abiertos por la población agrícola nativa en los años 1800; hoy, el local está es administrado por el parque nacional de Tijuca.
La meteorización diferenciada en uno de los lados de la roca creó lo que es descrito como un rostro humano estilizado. Las marcas en la otra parte fueron descritas como una inscripción. Geólogos y científicos están casi de acuerdo de que la "inscripción" en verdad es el resultado de la erosión y que el "rostro" es un producto de pareidolia.

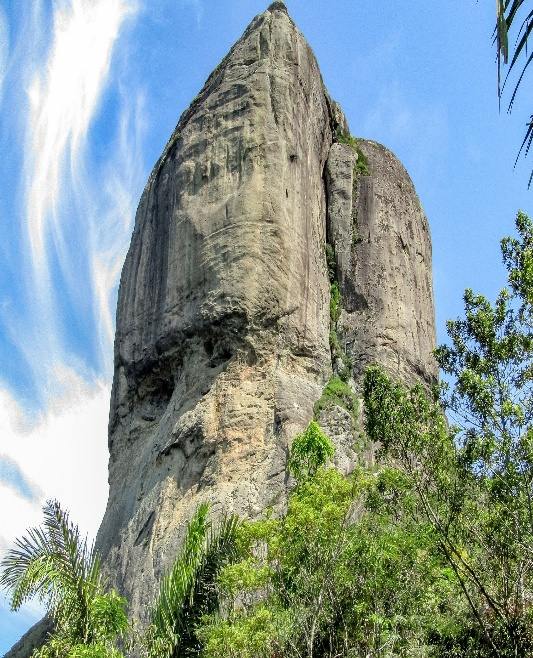
Cabeza del Emperador, Pedra da Gávea

### Parques
La ciudad cuenta con parques y reservas ecológicas, como el parque nacional de la Tijuca, considerado Patrimonio Ambiental y Reserva de la Biosfera por la UNESCO, el parque estatal de Piedra Blanca, el parque de Boa Vista, el Jardín Botánico, el parque Lage, el Jardín Zoológico y el paseo Público

#### Quinta da Boa Vista

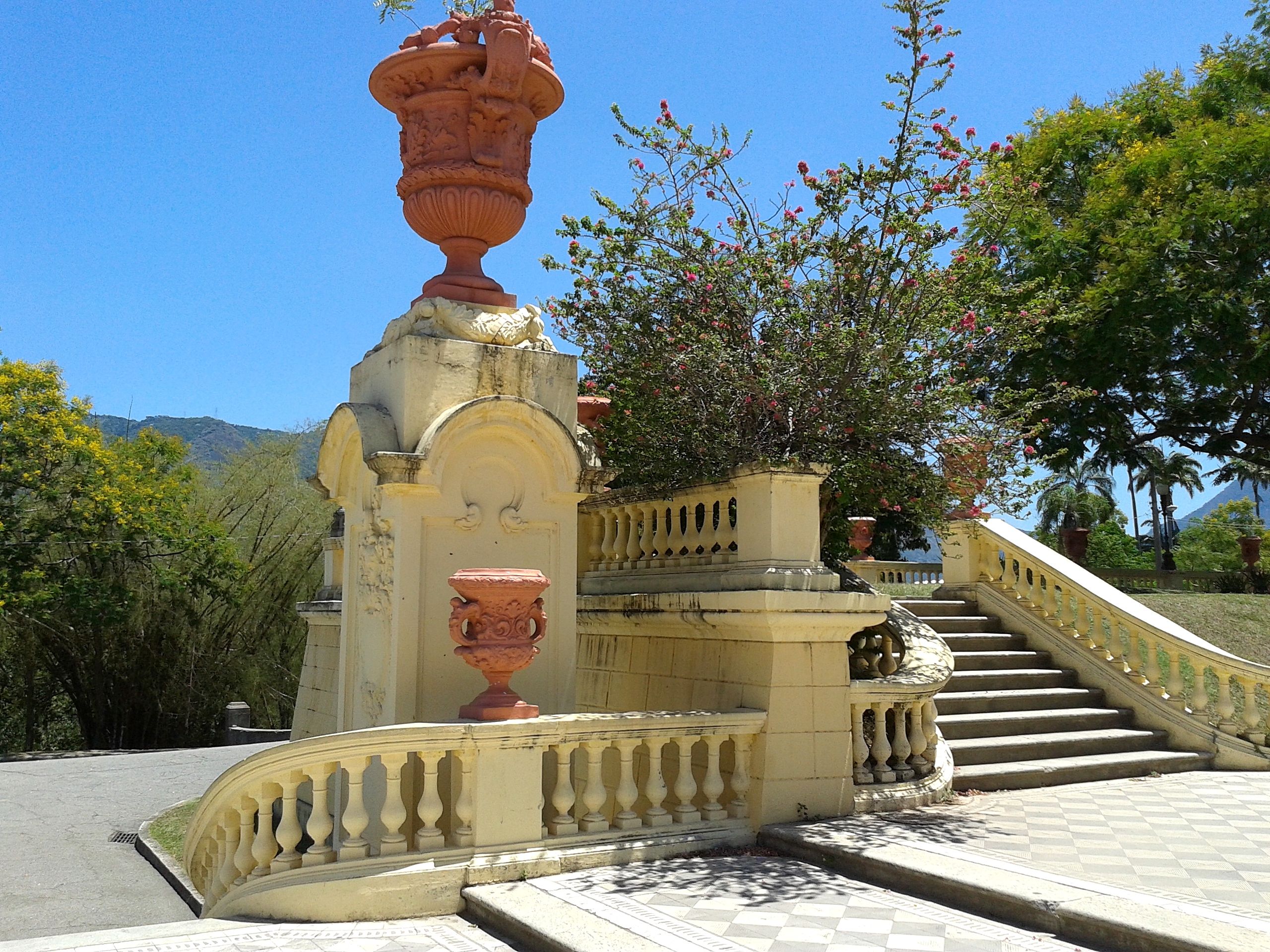
Quinta da Boa Vista

La Quinta da Boa vista es un parque municipal en el barrio Imperial de San Cristóbal, ubicado en la Zona Norte de la ciudad de Río de Janeiro, Brasil. Fue la residencia oficial de la familia real de 1808 hasta la Proclamación de la República, en 1889. El nombre de la Quinta es por causa de la buena vista que se tenía a partir de la construcción, desde donde era posible ver la bahía de Guanabara. La Quinta da Boa Vista es Quinta da Boa Vista es uno de los mayores parques urbanos de la ciudad, con casi 155 mil metros cuadrados. Albergaba el Museo Nacional de Brasil. El 2 de septiembre de 2018, el edificio fue afectado por un gran incendio. Aunque la estructura se mantuvo entera, los interiores del palacio, así como gran parte del patrimonio del museo, resultaron completamente destruidos.

#### Jardín botánico

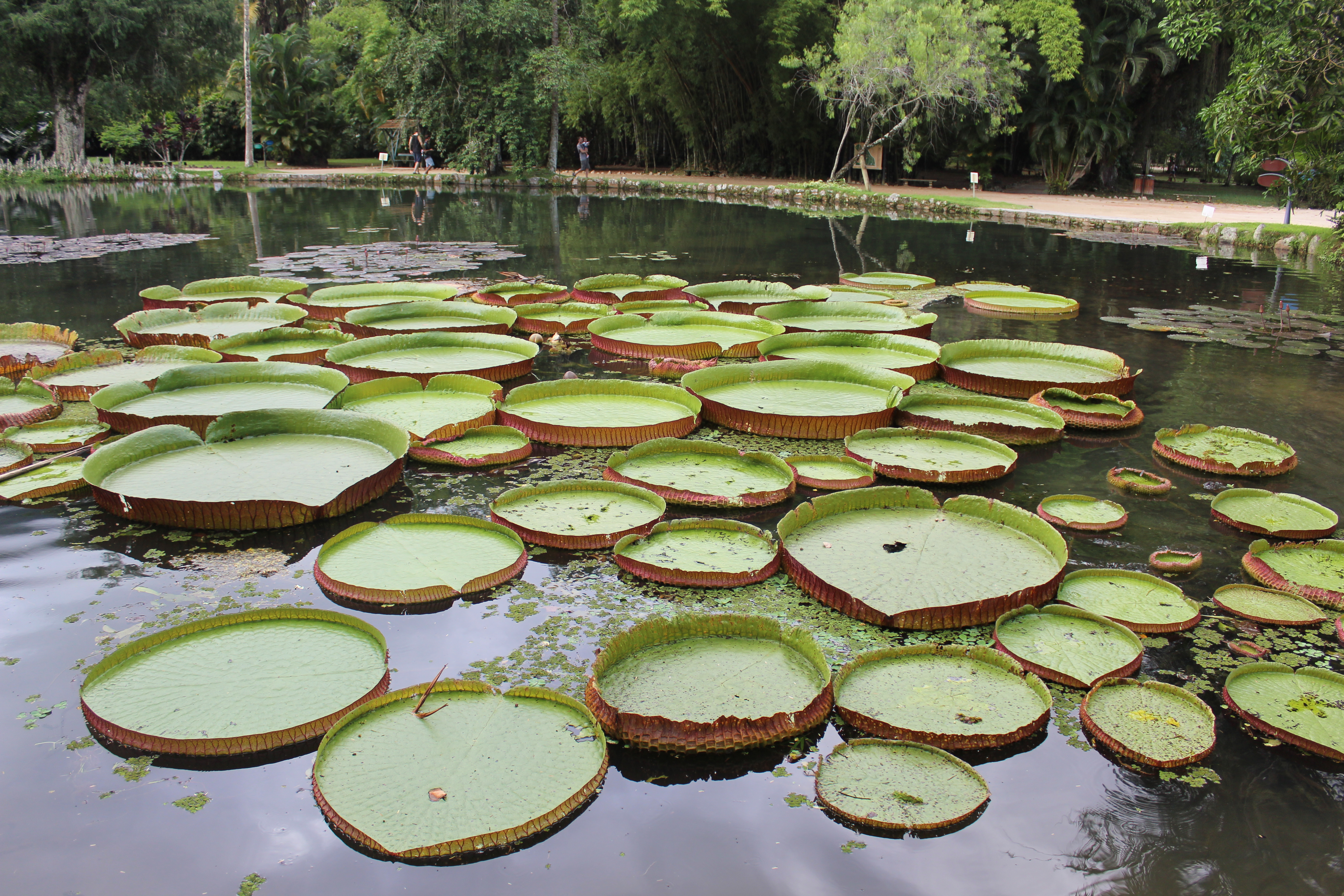
Jardín botánico

El jardín botánico de Río de Janeiro fue inaugurado a principios del siglo antepasado por Juan VI, cuenta con 83 hectáreas de bosques y 54 hectáreas de zonas cultivadas. El jardín muestra más de 40 mil plantas, y unas 6725 especies diferentes. Es una de las mayores colecciones de plantas del mundo. Es un instituto de investigación y jardín botánico ubicado en el barrio de Jardín Botánico, en la zona sur de la ciudad de Río de Janeiro. Fundado en 1808 por Don Juan VI, el jardín botánico es un importante punto turístico de la ciudad y ampliamente visitado por investigadores que estudian las centenas de especies que lo habitan.El jardín también tiene obras del inicio del siglo XVI, guardando un valioso patrimonio histórico y cultural. El parque también es un excelente local para observación de pájaros, pues tiene más de cien diferentes especies en sus árboles. El Museo del Medio Ambiente y el Espacio Tom Jobim, escenarios de presentaciones y eventos culturales importantes de la ciudad, también son atracciones del jardín botánico.

#### Paseo Público
El Paseo Público (en portugués, Passeio Público) es un parque del barrio de la Lapa, cerca de las proximidades de la Cinelandia, en la ciudad de Río de Janeiro, en Brasil. Fue inaugurado el siglo XVIII, por lo que fue el primer parque público de América. Lo diseñó el urbanista Valentim da Fonseca e Silva. El paseo Público fue construido en un área llena de tierra, donde antes existía la laguna del Boqueirão, que iba hasta los Arcos de Lapa. La obra original mezcla estilos francés e inglés. El paseo Público es declarado patrimonio histórico por el Instituto del Patrimonio Histórico y Artístico Nacional.

#### Aterro do Flamengo

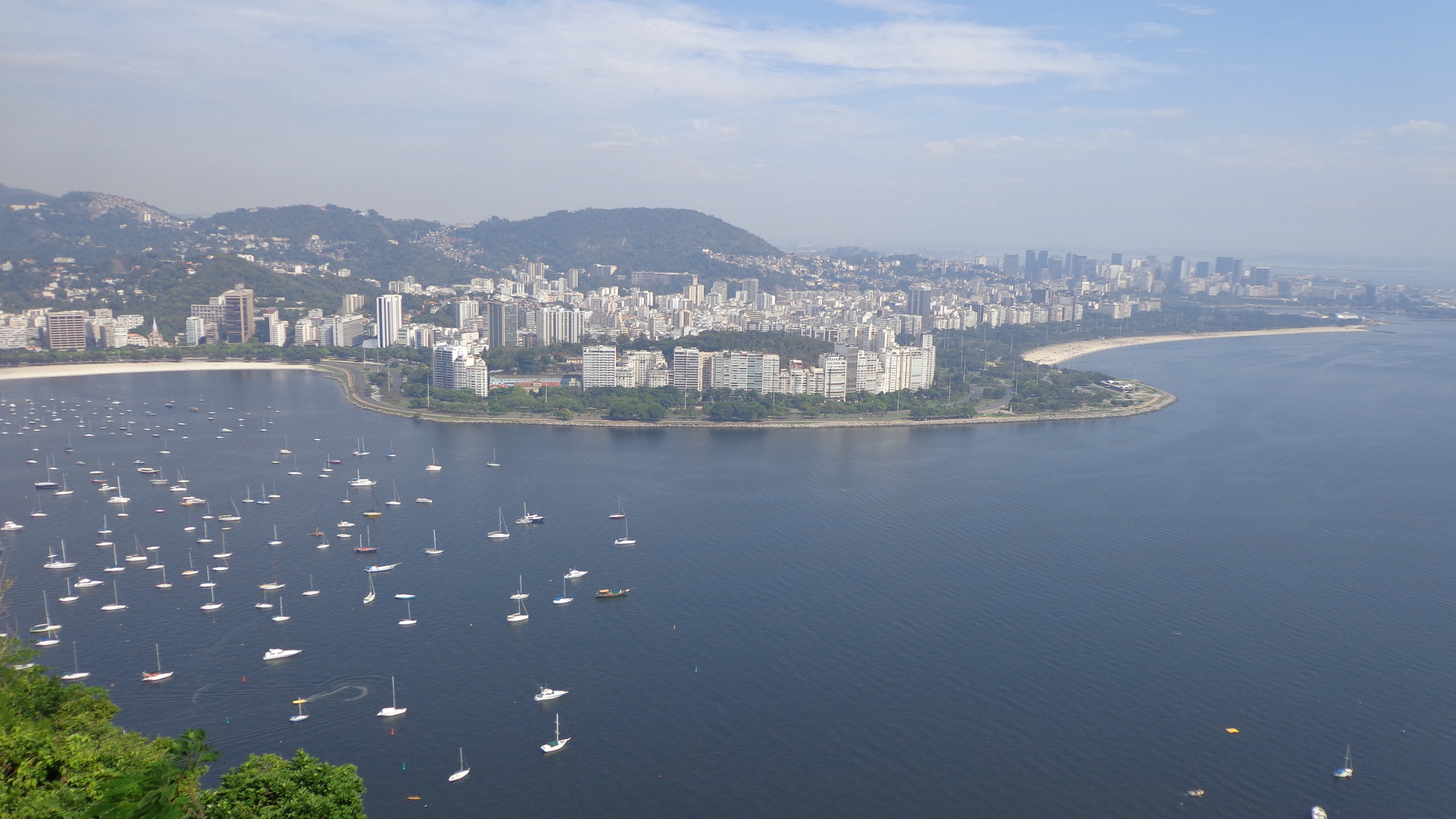
Aterro do Flamengo

El Aterro do Flamengo es un complejo de ocio construido sobre terraplenes sucesivos en la bahía de Guanabara, es conocido por ser uno de los mayores complejos de ocio de la ciudad: el local es ideal para quien desee aprovechar un día de sol y hacer actividades al aire libre. El área – que va desde el Aeropuerto Santos Dumont, en Centro, hasta el inicio de la playa de Botafogo, pasando por los barrios de Glória y de Flamengo – es buscada, principalmente en los fines de semana, para la práctica de deportes como aerobismo, bicicleta, skate, patines y otros. En el área conocido como parque Brigadeiro Eduardo Gomes, en Glória, el público puede utilizar las canchas de fútbol, tenis, voleibol y baloncesto, además de conferir los jardines proyectados por Roberto Burle Marx.

### Clima

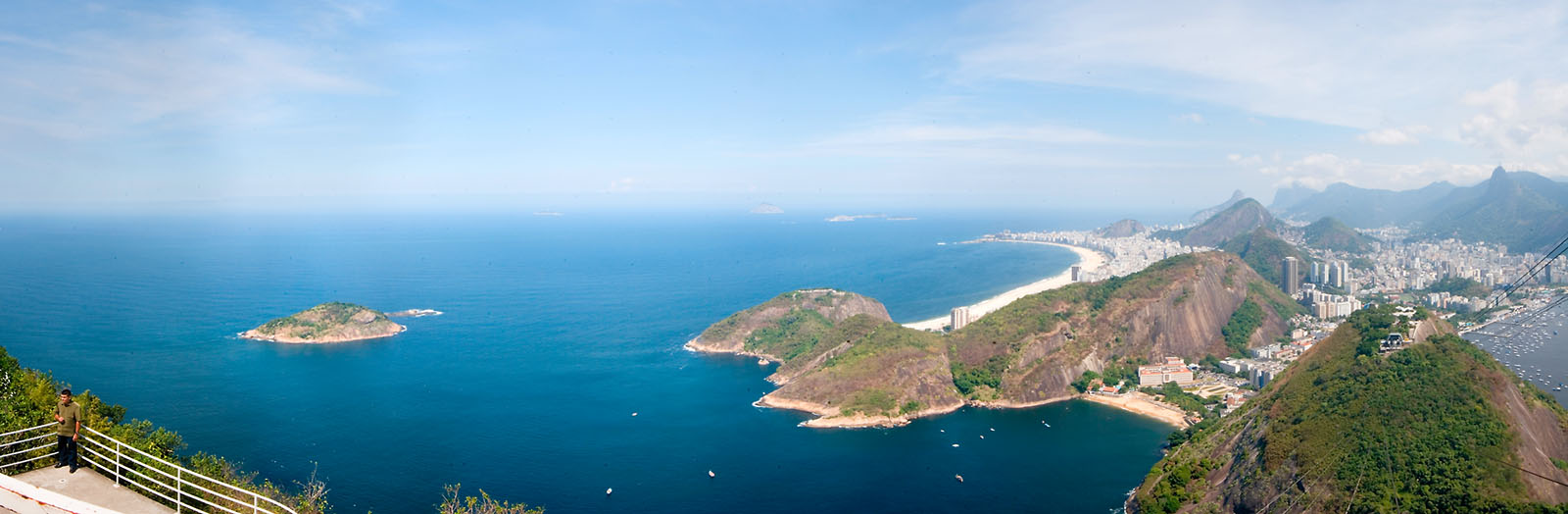
Vista desde el Pan de Azúcar. A la izquierda, Copacabana; a la derecha, Botafogo.

El clima es tropical atlántico, monzónico Am/Aw según la clasificación climática de Koppen con veranos cálidos e inviernos tibios. Las temperaturas máximas pueden subir hasta más de 35 grados y ocasionalmente superan los 40 grados en zonas interiores de la ciudad. En las principales zonas turísticas la temperatura se modera por la brisa fresca proveniente del océano. Los meses más calurosos son diciembre y enero. La temperatura máxima registrada fue de 43,8 grados en enero de 1984. Los meses más fríos son junio y julio, normalmente con media de 18-27 °C. La temperatura más baja registrada fue de 4,8 grados en julio de 1928. Las precipitaciones están bastante divididas entre el verano y el invierno, pero es ligeramente superior durante el primer semestre del año, cuando dominan los vientos del sur.
| Parámetros climáticos promedio de Río de Janeiro (1961–1990) | Parámetros climáticos promedio de Río de Janeiro (1961–1990) | Parámetros climáticos promedio de Río de Janeiro (1961–1990) | Parámetros climáticos promedio de Río de Janeiro (1961–1990) | Parámetros climáticos promedio de Río de Janeiro (1961–1990) | Parámetros climáticos promedio de Río de Janeiro (1961–1990) | Parámetros climáticos promedio de Río de Janeiro (1961–1990) | Parámetros climáticos promedio de Río de Janeiro (1961–1990) | Parámetros climáticos promedio de Río de Janeiro (1961–1990) | Parámetros climáticos promedio de Río de Janeiro (1961–1990) | Parámetros climáticos promedio de Río de Janeiro (1961–1990) | Parámetros climáticos promedio de Río de Janeiro (1961–1990) | Parámetros climáticos promedio de Río de Janeiro (1961–1990) | Parámetros climáticos promedio de Río de Janeiro (1961–1990) |
| Mes                                                          | Ene.                                                         | Feb.                                                         | Mar.                                                         | Abr.                                                         | May.                                                         | Jun.                                                         | Jul.                                                         | Ago.                                                         | Sep.                                                         | Oct.                                                         | Nov.                                                         | Dic.                                                         | Anual                                                        |
| ------------------------------------------------------------ | ------------------------------------------------------------ | ------------------------------------------------------------ | ------------------------------------------------------------ | ------------------------------------------------------------ | ------------------------------------------------------------ | ------------------------------------------------------------ | ------------------------------------------------------------ | ------------------------------------------------------------ | ------------------------------------------------------------ | ------------------------------------------------------------ | ------------------------------------------------------------ | ------------------------------------------------------------ | ------------------------------------------------------------ |
| Temp. máx. abs. (°C)                                         | 40.9                                                         | 41.8                                                         | 41                                                           | 39.3                                                         | 36.3                                                         | 35.9                                                         | 34.9                                                         | 38.9                                                         | 40.6                                                         | 42.8                                                         | 40.5                                                         | 43.2                                                         | 43.2                                                         |
| Temp. máx. media (°C)                                        | 30.2                                                         | 30.2                                                         | 29.4                                                         | 27.8                                                         | 26.4                                                         | 25.2                                                         | 25                                                           | 25.5                                                         | 25.4                                                         | 26                                                           | 27.4                                                         | 28.6                                                         | 27.3                                                         |
| Temp. media (°C)                                             | 26.7                                                         | 26.8                                                         | 26.3                                                         | 24.8                                                         | 23.4                                                         | 21.9                                                         | 21.7                                                         | 22.2                                                         | 22.3                                                         | 23.1                                                         | 24.4                                                         | 25.5                                                         | 24.1                                                         |
| Temp. mín. media (°C)                                        | 23.3                                                         | 23.5                                                         | 23.3                                                         | 21.9                                                         | 20.4                                                         | 18.7                                                         | 18.4                                                         | 18.9                                                         | 19.2                                                         | 20.2                                                         | 21.4                                                         | 22.4                                                         | 21                                                           |
| Temp. mín. abs. (°C)                                         | 17.7                                                         | 18.9                                                         | 18.6                                                         | 16.2                                                         | 11.1                                                         | 11.6                                                         | 12.2                                                         | 10.6                                                         | 10.2                                                         | 10.1                                                         | 16.5                                                         | 17.1                                                         | 10.1                                                         |
| Lluvias (mm)                                                 | 137.1                                                        | 130.4                                                        | 135.8                                                        | 94.9                                                         | 69.8                                                         | 42.7                                                         | 41.9                                                         | 44.5                                                         | 53.6                                                         | 86.5                                                         | 97.8                                                         | 134.2                                                        | 1069.4                                                       |
| Días de lluvias (≥ 1 mm)                                     | 11                                                           | 7                                                            | 8                                                            | 9                                                            | 6                                                            | 6                                                            | 4                                                            | 5                                                            | 7                                                            | 9                                                            | 10                                                           | 11                                                           | 93                                                           |
| Horas de sol                                                 | 211.9                                                        | 201.3                                                        | 206.4                                                        | 181                                                          | 186.3                                                        | 175.1                                                        | 188.6                                                        | 184.8                                                        | 146.2                                                        | 152.1                                                        | 168.5                                                        | 179.6                                                        | 2181.8                                                       |
| Humedad relativa (%)                                         | 79                                                           | 79                                                           | 80                                                           | 80                                                           | 80                                                           | 79                                                           | 77                                                           | 77                                                           | 79                                                           | 80                                                           | 79                                                           | 80                                                           | 79.1                                                         |
| Fuente: Brazilian National Institute of Meteorology (INMET). |                                                              |                                                              |                                                              |                                                              |                                                              |                                                              |                                                              |                                                              |                                                              |                                                              |                                                              |                                                              |                                                              |

## Planes urbanos
Río de Janeiro contó con diez planes urbanos entre 1843 y 2003, pero los primeros de ellos identificaron por primera vez los problemas de la ciudad y proponían medidas para mejorarlos: fueron el Plan Beaurepaire de 1843 (que no fue aprobado por la Cámara Municipal pero sirvió de guía para las propuestas posteriores), el plan de la Comisión de Mejoras de 1875 (que apuntaba a un avance en las condiciones sanitarias y el planeamiento de la expansión futura de la ciudad), el segundo informe de la Comisión de 1876 (más centrado en los problemas de ese presente y la necesidad de controlar desde el Estado la construcción privada) y el plan de Pereira Passos de 1903 (una profunda transformación urbanística con la modernidad europea como ideal).

### Plan Beaurepaire 1843
Henrique Pedro Carlos de Beaurepaire Rohan (1812-1894) fue un ingeniero militar, cartógrafo y licenciado en ciencias físicas y matemáticas, que trabajó activamente para el Segundo Reinado del Imperio de Brasil. Como director del Departamento de Obras Municipales, en 1843 diseñó el que es considerado el primer plan urbanístico de Brasil, donde planteó la importancia de la construcción de caminos, puentes y puertos, poniendo énfasis en el análisis de los problemas de la ciudad con la salud y la higiene pública como epicentro. En aquella Río de Janeiro, formada por una trama urbana colonial, con calles angostas y edificaciones pequeñas, sin infraestructura urbana y acosada por problemas sanitarios como el cólera y otras enfermedades, Beaurepaire proponía distribuir agua potable en todos los domicilios, dotar de 'aireación' a la ciudad y drenar correctamente las aguas pluviales.
Beaurepaire propuso modernizar la ciudad con la apertura y continuación de casi cincuenta calles y plazas, planeando un crecimiento de la trama urbana norte y el oeste, además de arrasar el Morro do Castelo “para extensión, salubridad y embellecimiento”. También planteó canalizar el Canal del Mangue en el barrio Cidade Nova para transformarlo en un camino navegable y contribuir al drenaje de regiones pantanosas para extinguir el foco de miasmas. Las colinas de la ciudad también fueron vistas como factores de insalubridad, porque impedían la circulación de 'vientos purificadores'.
Beaurepaire se preocupó por diversos temas alrededor de la sanidad: los mercados, los mataderos, los hospitales, los cementerios y el arbolado.
El plan de Beaurepaire finalmente no fue aprobado por la Cámara Municipal, pero fue apoyado por muchos de sus miembros (en particular los médicos), lo que motivó la publicación del texto. Aun así, muchas de sus propuestas fueron ejecutadas posteriormente, como el traslado del matadero público a la playa de São Cristóvão, la instalación de una red de alcantarillado, la construcción de tuberías para distribuir agua potable a la ciudad, la canalización del Canal del Mangue (entonces llamado Mangue de São Diogo) y el desmantelamiento del Morro do Castelo para poder ampliar y 'airear' la ciudad.

### Plan de la Comissao de Melhoramentos 1875[50]
En el Río de Janeiro del Segundo Imperio, consolidado ya como potencia mercantil, y después de la crisis económica, se creó la Comissão de Melhoramentos para pensar una ciudad que comenzaba a explotar demográficamente. En ese período se iniciaban las migraciones que sustituirían la esclavitud. Aunque Río ya tenía dispuesta una incipiente red de abastecimiento de agua potable y aguas servidas (plan de Beaurepaire) las redes de ferrocarriles y tranvías empezaron a crecer de forma más constante a partir de 1870. El desarrollo urbano alcanzaba los barrios de Copacabana y el interior de Laranjeiras y Cosme Velho, extendiéndose al norte, acompañando las líneas de trenes de São Cristóvão, Méier y Maria da Graça, pero la mayor parte de la población continuaba viviendo en el centro, en una desordenada ocupación y gran número. La ciudad enfrentaba dos fuertes epidemias de fiebre amarilla con altas tasas de mortalidad, y los pantanos y la falta de saneamiento tornaban insufrible a la vida urbana.
Los tres personajes que elaboraran este plan, Francisco Pereira Passos, Jerônimo Rodrigues de Moraes Jardim y Marcellino Ramos da Silva, fueron escogidos por el consejero del Imperio João Alfredo Correa de Oliveira. Las propuestas de la comisión, efectuadas en dos informes sucesivos, resucitan las ideas higienistas de Beaurepaire, además introducen las herramientas de la urbanística contemporánea: alineaciones, orden edificatorio figurativo e infraestructuras de los nuevos servicios urbanos.
El plan se resume en cuatro aspectos: la definición de una estructura urbana para la expansión de la ciudad, a partir de la alineación, la fijación de algunas normas reguladoras de la edificación coherentes mediante el trazado, la propuesta de un esquema de drenaje de las corrientes afluentes del canal de Mangue y un programa de obras para la formación del frente portuario y del frente marítimo meridional. Es este plan el que introduce por primera vez a las alienaciones en la organización de la forma urbana. El discurso del saneamiento público sirvió para la definición de construcciones con normas de edificación tendentes a un tipo más amplio y salubre, y con una sugerencia de adaptación de la vivienda a los nuevos servicios sanitarios.
La expansión urbana provocada por los tranvías y trenes construidos hasta entonces tendría un doble efecto: la revalorización de los terrenos suburbanos, lo que posibilitaría las concesiones para la urbanización, y la renovación del área central por el deslazamiento hacia afuera de las clases populares. Sobre esa base, proponen la apertura de amplias avenidas, la construcción de canales, rellenos y drenajes, la creación del jardín zoológico en el límite oriental de la expansión prevista para la ciudad, la construcción del primer túnel cruzando el Morro do Livramento y nuevos embarcaderos portuarios.
El Plan presenta una gran concepción planificadora, está bien justificado y detallado y tiene una intención de ampliar el territorio como solución para todos los problemas de la ciudad.

### Plan Pereira Passos 1903[50]
Realizado bajo el manejo del Presidente de la República, Rodrigues Alves, quien tuvo poderes para realizar las reformas urbanas en la ciudad que, sumadas a aquellas obras estructuradoras de mayores dimensiones, son comúnmente conocidas por su nombre. Pereira Passos, ingeniero con experiencia en ferrocarriles, era sansimonista, masón y empresario y actuó como gran operador urbano. Se retoman algunas ideas del plan de la Comissão de 1875-76 que él mismo había coordinado y tiene la virtud del planeamiento de obras concebidas para ser efectivamente realizadas. Interesa destacar que es un plan que oscila entre el City Beautiful (referente europeo), como ideal de orden y apoyo a operadores urbanos de servicios inmobiliarios, y parámetro de eficacia en la gestión pública y generación de la plusvalía urbana. Los tres ejes de las operaciones urbanas realizadas en ese período de gobierno republicano fueron, el embellecimiento, la abertura de calles y la construcción del puerto.
El crecimiento poblacional estaba en permanente expansión, siendo que entre los censos de 1890 e 1906 la población pasó de 522.651 a 811.443 habitantes. Las epidemias de fiebre amarilla, viruela o fiebre bubónica asolaban la ciudad, cuyo centro seguía con la misma trama colonial apretada, aun cuando algunas plazas y “largos” hubieran sido abiertos sobre la trama urbana existente, estas obras fueron realizadas por el sector público, mediante expropiaciones de grandes espacios, financiadas con préstamos ingleses contra la garantía del café.
Este Plan surge en una época en que las ciudades del mundo occidental se organizan como empresas, siendo que en las últimas décadas del siglo XIX, produjeron importantes modificaciones en casi todas las legislaciones urbanas referentes al instrumento de expropiación, como también ocurrió en Brasil, convirtiéndose en herramienta fundamental de la Reforma de Pereira Passos. La expropiación de inmuebles privados para garantizar la expansión ordenada de la ciudad suponía, también, la garantía del aumento de valor de los terrenos, apareciendo, finalmente, como instrumento de sustentación de la propiedad privada en Río de Janeiro.
Las obras de ese período transformaron Río de Janeiro en ciudad moderna y muchas de ellas fueron realizadas, en una sucesión de alcaldes, casi todos ingenieros, que gobernaron Río durante más de veinte años. Muchos de esos programas y realizaciones incorporaron nuevos conceptos, la trasformación de ideas originales (la “cariocarización”), que es una prueba de lo que se decía al principio, que la formación del pensamiento es transcultural, de ida y vuelta entre los países, es una adaptación modificada de la organización urbana europea.

## Política

### Poder público

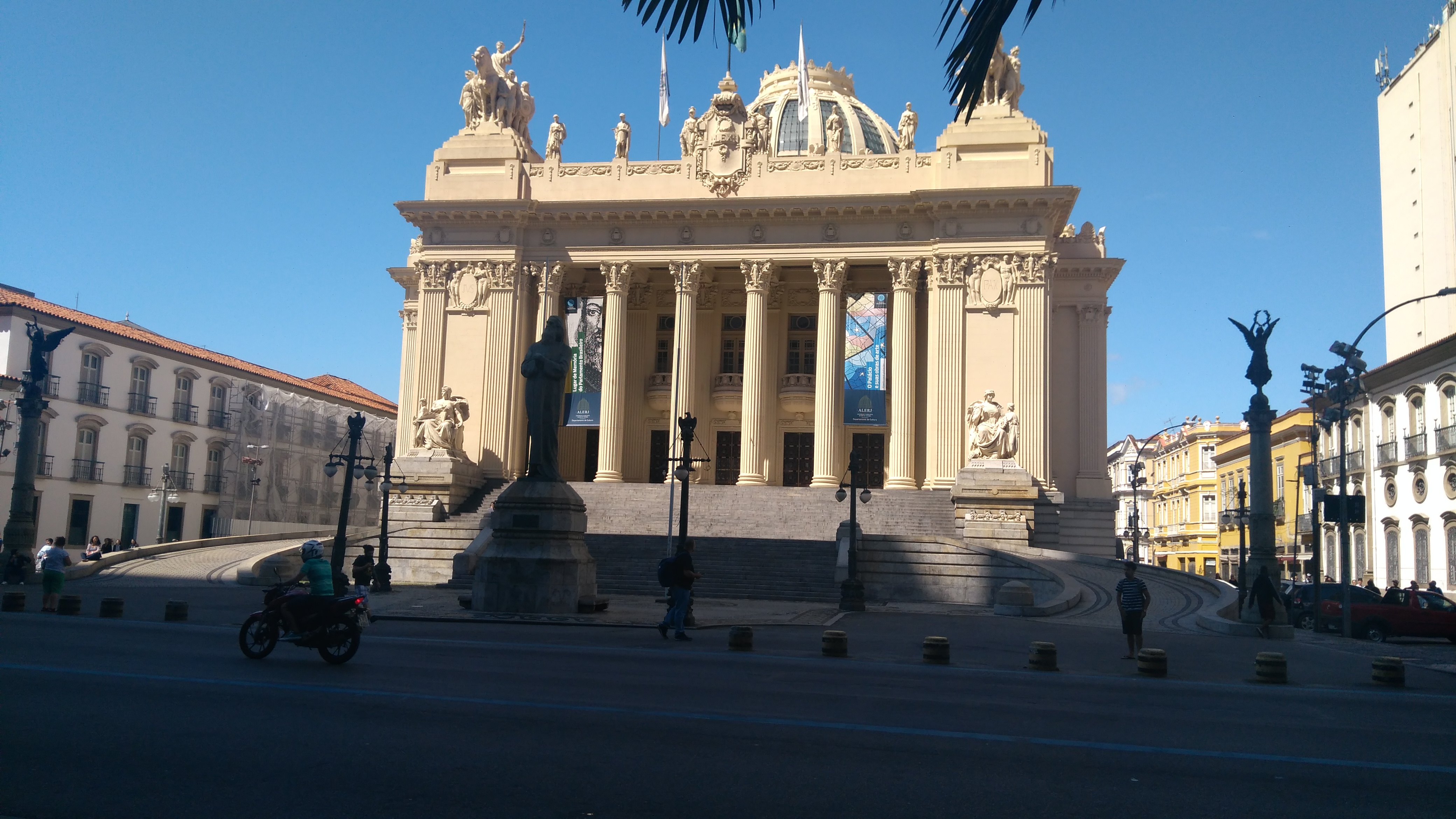
Palacio Tiradentes, antigua sede de la Asamblea Legislativa del Estado de Río de Janeiro.

En Río, el Poder Ejecutivo es representado por el prefecto y dividida en 19 subprefecturas. El Poder Legislativo es representado por el concejo municipal, integrado por 50 concejales. Todos los políticos son electos en régimen de democracia y actúan por cuatro años.
Por ser la capital del estado de Río de Janeiro, también abriga el Palacio Guanabara sede del Poder Ejecutivo y de la Asamblea Legislativa del Río de Janeiro (ALERJ), localizada en el Palacio Tiradentes.

### Empresas públicas o de economía mixta
Pertenecen a la prefectura – o son socias en sus capitales sociales – varias empresas responsables por servicios públicos.
- Centro de Feiras, Exposição e Congressos (Riocentro): es el mayor centro de convenciones de la América Latina, con 571 mil m², organiza eventos de grandes proporciones, como ECO 92 y los Juegos Panamericanos de 2007.

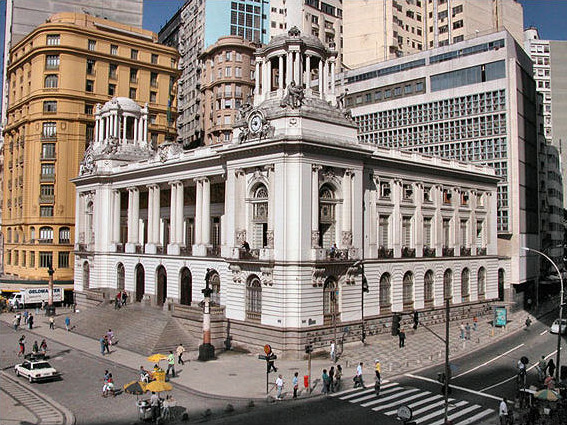
Palacio Pedro Ernesto, sede de la Cámara Municipal de Río de Janeiro.

- Companhia Municipal de Energía e Iluminação (Rioluz): gerencia la iluminación pública del estado y la elaboración y ejecución de proyectos en monumentos del patrimonio natural, histórico, arquitectónico y cultural de la ciudad.

- Companhia Municipal de Limpeza Urbana (Comlurb): es la mayor organización de limpieza pública de la América Latina.

- Companhia de Engenharia de Tráfego (CET-RIO): responsable por la fiscalización del tránsito.

- Empresa Distribuidora de Filmes (Riofilme): Trabaja para la revitalización del cine brasileño, ubicada en la "Casas Rosadas"

- Empresa Municipal de Artes Gráficas (Imprensa Oficial): cumple todas las necesidades de servicios gráficos de 54 instituciones públicas de la ciudad.

- Empresa Municipal de Informática (IplanRio): administra los recursos de tecnología.

- Empresa Municipal de Multimeios Ltda. (MultiRio)

- Empresa Municipal de Urbanização (Riourbe): se encarga del desenvolvimiento de proyectos y obras públicas.

- Empresa Municipal de Vigilância (Guarda Municipal):fuerza de segurança.

- Empresa de Turismo (Riotur): Secretaría de Turismo.

### Ciudades hermanadas
Río de Janeiro estableció relaciones de hermandad con las siguientes ciudades:
| - Tegucigalpa, Honduras - Manaos, Brasil - Salvador de Bahía, Brasil - Natal, Brasil - São Borja, Brasil - Lisboa, Portugal - Coímbra, Portugal - Almada, Portugal - Vila Nova de Gaia, Portugal - Santo Tirso, Portugal - Póvoa de Varzim, Portugal - Lamego, Portugal - Espinho, Portugal - Guimarães, Portugal - Cabeceiras de Basto, Portugal - Olhão, Portugal - Arganil, Portugal - Nueva York, Estados Unidos - Filadelfia, Estados Unidos - Miami, Estados Unidos - Atlanta, Estados Unidos - Oklahoma City, Estados Unidos - Kansas, Estados Unidos - Newark, Estados Unidos | - Madrid, España - Barcelona, España - Santa Cruz de Tenerife, España - Santa Comba, España - Santiago de Compostela, España - Saint-Tropez, Francia - Nantes, Francia - Montpellier, Francia - Moscú, Rusia - San Petersburgo, Rusia - Tokio, Japón - Kōbe, Japón - Berlín, Alemania - Colonia, Alemania - Jerusalén, Israel - Petaj Tikva, Israel - Puerto Varas, Chile - San Fernando, Chile - Varsovia, Polonia - Cracovia, Polonia - Liverpool, Inglaterra - Paula, Italia - Ginebra, Suiza - Vancouver, Canadá | - Pekín, China - Seúl, Corea del Sur - Bucarest, Rumania - Estambul, Turquía - Buenos Aires, Argentina - Caracas, Venezuela - La Habana, Cuba - Luanda, Angola - Beirut, Líbano - Cuzco, Perú - Ciudad de México, México - Damasco, Siria - Hebrón, Palestina - La Paz, Bolivia - Managua, Nicaragua - Ramala, Palestina - Kiev, Ucrania - Rufisque, Senegal - San José, Costa Rica - Santo Domingo, República Dominicana - Túnez, Túnez - Trípoli, Libia - Casablanca, Marruecos - Valencia, Venezuela |

### Pactos, convenios y acuerdos
- San Juan del Sur, Nicaragua (convenio turístico)[119]
- París, Francia (pacto de amistad y cooperación)[120]

| Predecesor: La Paz | Capital Iberoamericana de la Cultura 2000 | Sucesor: Asunción   |
| Predecesor: -      | Capital Mundial de la Arquitectura 2020   | Sucesor: Copenhague |

## Economía
Río de Janeiro es la segunda ciudad más rica de Brasil, superada solo por São Paulo, y se ubica como la 30.ª ciudad más rica del mundo con un PIB de R$ 201,9 mil millones en 2010. El ingreso per cápita de la ciudad fue de R$ 22.903 en 2007 (cerca de US$ 14.630). De acuerdo con el ranking de ciudades elaborado por la firma de consultoría Mercer sobre el costo de vida para empleados extranjeros, Río de Janeiro se ubica en la 12.ª posición entre las ciudades más caras del mundo en 2011, diecisiete lugares más arriba de su clasificación de 2010 (lugar 29), ubicándose inmediatamente después de São Paulo (lugar 10), y adelante de Londres, París, Milán y Nueva York. Río también tiene las tarifas de hotel más caras de Brasil, y la tarifa por día de sus hoteles cinco estrellas son los segundos más caros del mundo, superados solo por los hoteles de Nueva York.

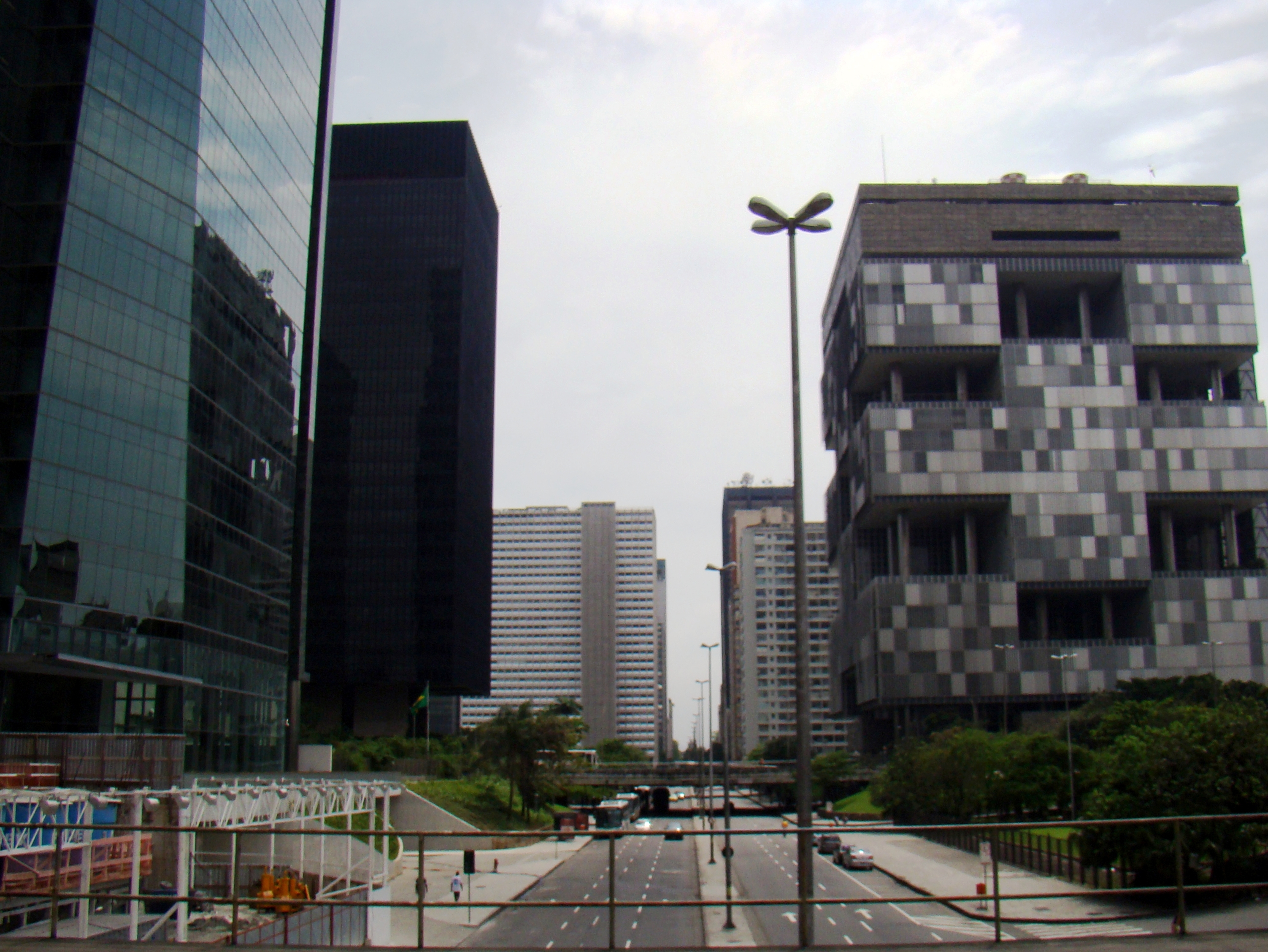
Avenida República de Chile

Río de Janeiro se convirtió en un sitio atractivo para situarse las empresas cuando era la capital de Brasil, debido a que importantes sectores de la sociedad y del gobierno estaban presentes en la ciudad. Esta se encuentra en la segunda posición en el indicador de producción industrial del país y es un centro financiero y de servicios importante. La industria de la ciudad produce comida procesada, productos químicos, derivados del petróleo, farmacéuticos, metalúrgicos, textiles, barcos (en los astilleros) y muebles. Sin embargo, el sector servicios domina la economía, obteniendo la mayor parcela del PIB (65,52%)
El servicio abarca la mayor parcela del PIB (65,52%), seguido por la industria (11,06%) y agricultura (0,04%). Río de Janeiro, según el IBGE, tiene el PIB de R$187.374.116.000, constituyendo el segundo mayor polo de riqueza del Brasil.

### Principales empresas ubicadas en Río
Las mayores compañías culturales y de entretenimiento están ubicadas en la ciudad: Projac de la Rede Globo de Televisão, RecNov de la Rede Record TV, NET, SKY, Globosat el Polo de Cinema de Jacarepaguá ubicado en el barrio de Curicica - responsables de cerca de 10 mil empleos directos y 30 mil indirectos.
Los principales grupos nacionales e internacionales del sector naval y los mayores astilleros del país. También las principales industrias fonográficas como EMI, Universal Music, Sony BMG, Warner Music y Som Livre y del sector telecomunicaciones, como Intelig, Vivo, Oi y Embratel.

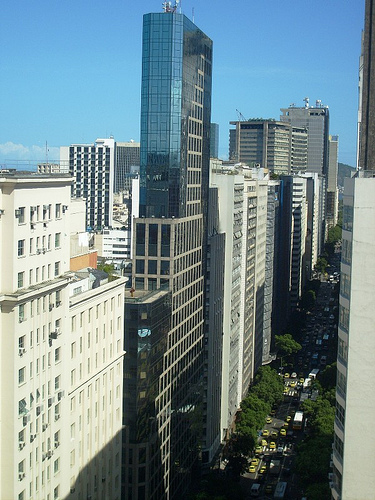
Avenida Buenos Aires

Las gigantes Coca-Cola Brasil, Michelin, PSA Peugeot Citroën, Xerox do Brasil, GE Oil & Gás, Light, Chemtech, Transpetro, Souza Cruz (British American Tobacco), Previ, Grupo SulAmérica, Grupo Queiroz Galvão, Ponto Frio, Lojas Americanas.
Las empresas públicas, federales o estatales como Petrobras, Caixa Económica Federal, Vale do Rio Doce (la segunda compañía minera más grande del mundo en 1996, privatizada en 1997, cuando cambió su nombre por Vale)., Banco Nacional de Desarrollo Económico y Social (BNDES), Eletrobrás (mayor empresa del sector de energía eléctrica de la América Latina), Casa da Moeda do Brasil, Indústrias Nucleares do Brasil (INB), Financiadora de Estudos e Projetos (FINEP), Instituto Brasileño de Geografía y Estadística (IBGE), Instituto de Pesquisa Econômica Aplicada (IPEA-Rio), Inmetro, Instituto Nacional da Propriedade Industrial (INPI), Comissão de Valores Mobiliários (CVM), Escritório-Central da Agência Nacional do Petróleo (ANP), Comisión Nacional de Energía Nuclear (CNEN), Confederação Nacional do Comércio (CNC), Agência Nacional do Cinema (ANCINE) y Agência Nacional de Saúde Suplementar (ANS).
Las mayores empresas farmacéuticas internacionales tienen su sede brasileña en Río, como Arrow, Darrow, Baxter, Mayne, Mappel, Schering-Plough, GlaxoSmithKline, Sanofi-Aventis, Roche y Merck.
Como es la región que produce la mayor parte de la producción de petróleo de Brasil, supuso que muchas compañías petrolíferas y gasísticas se asentaran en Río de Janeiro, como las filiales brasileñas de Shell, EBX y Esso.

## Cultura

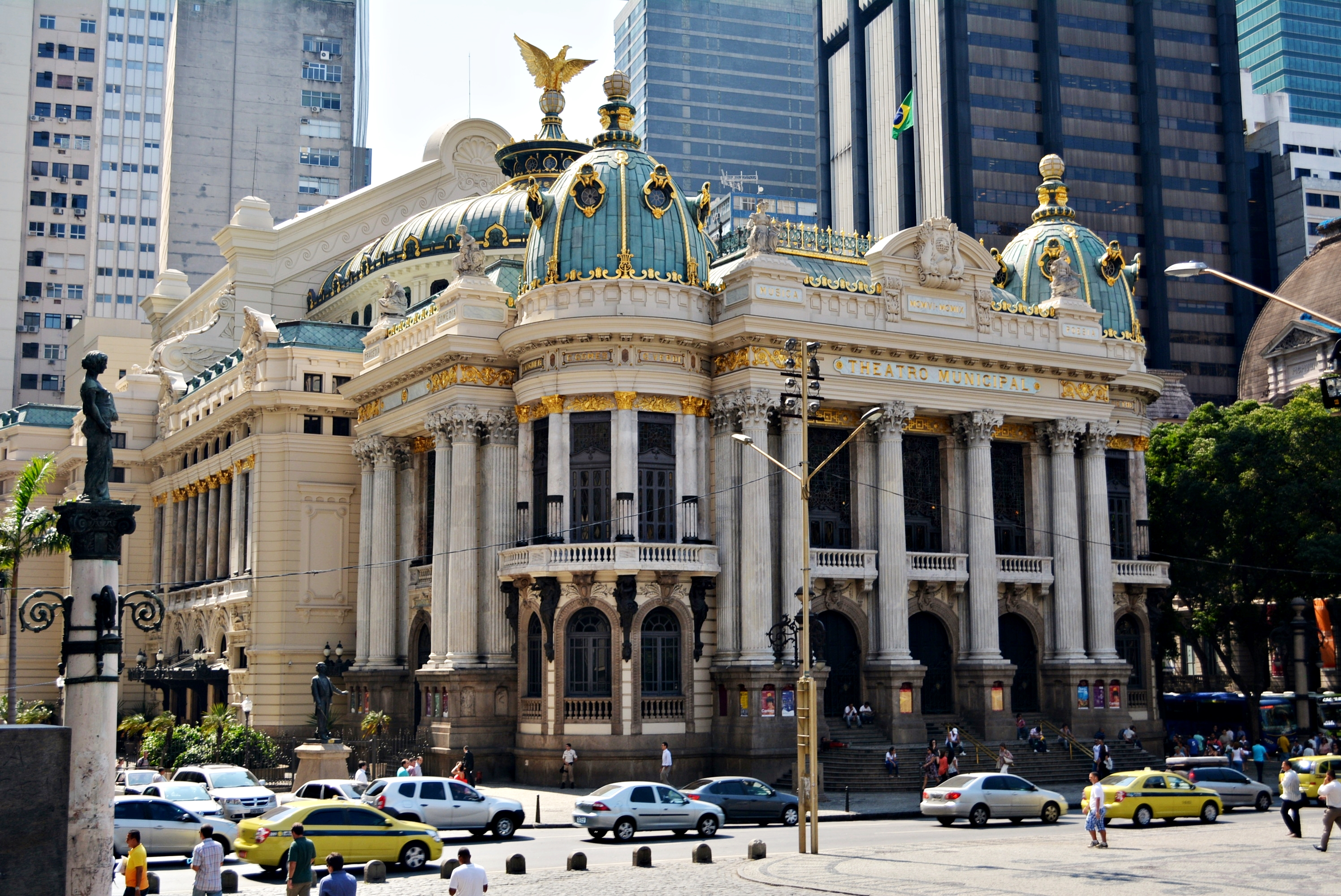
Teatro Municipal de Río de Janeiro

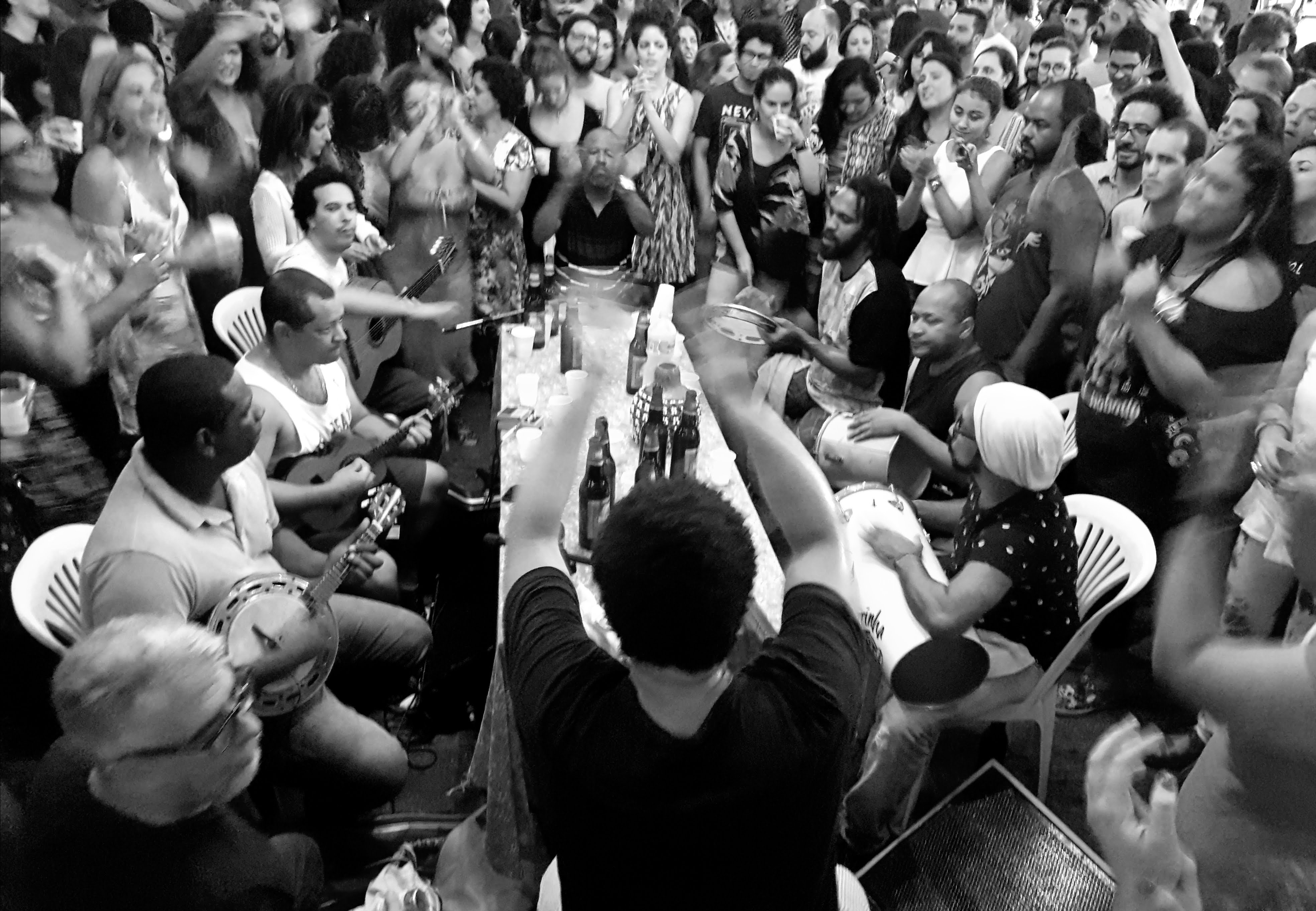
Rueda de Samba en el Club de Fumagueiros

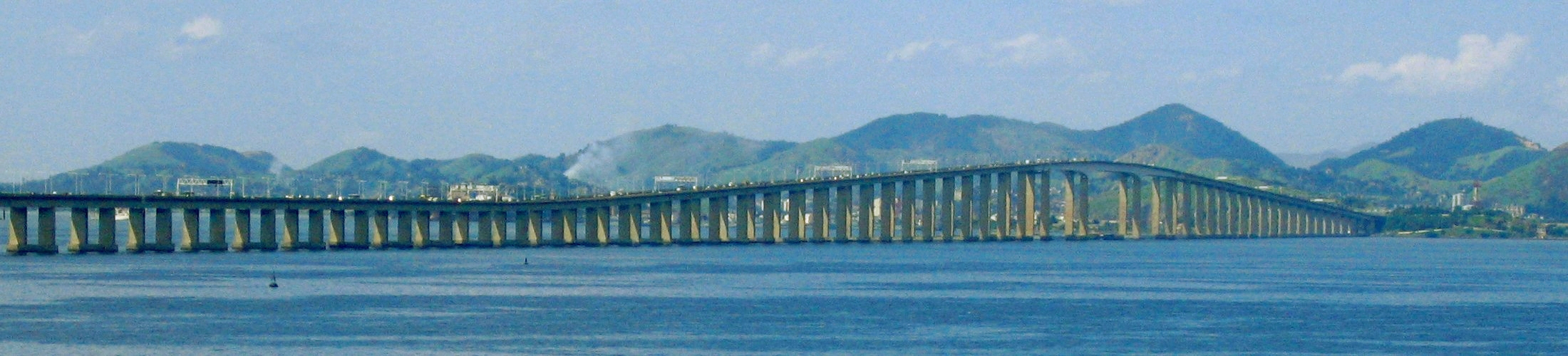
Puente Río-Niterói.

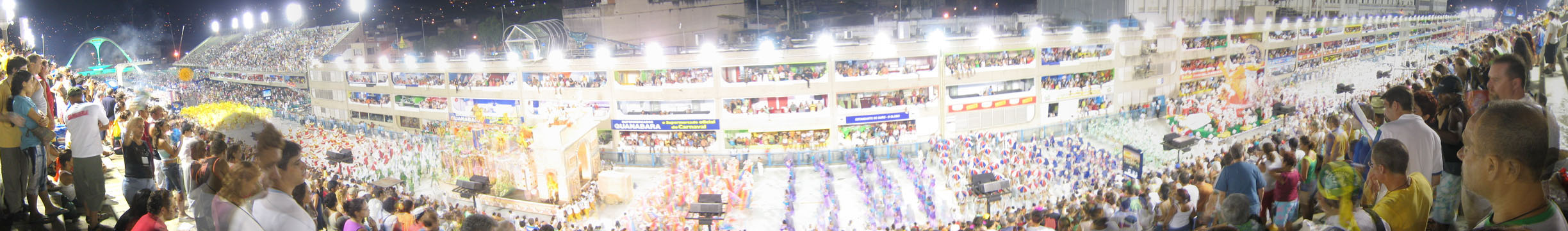
El Sambódromo da Marquês de Sapucaí.

Estadio de Maracaná.

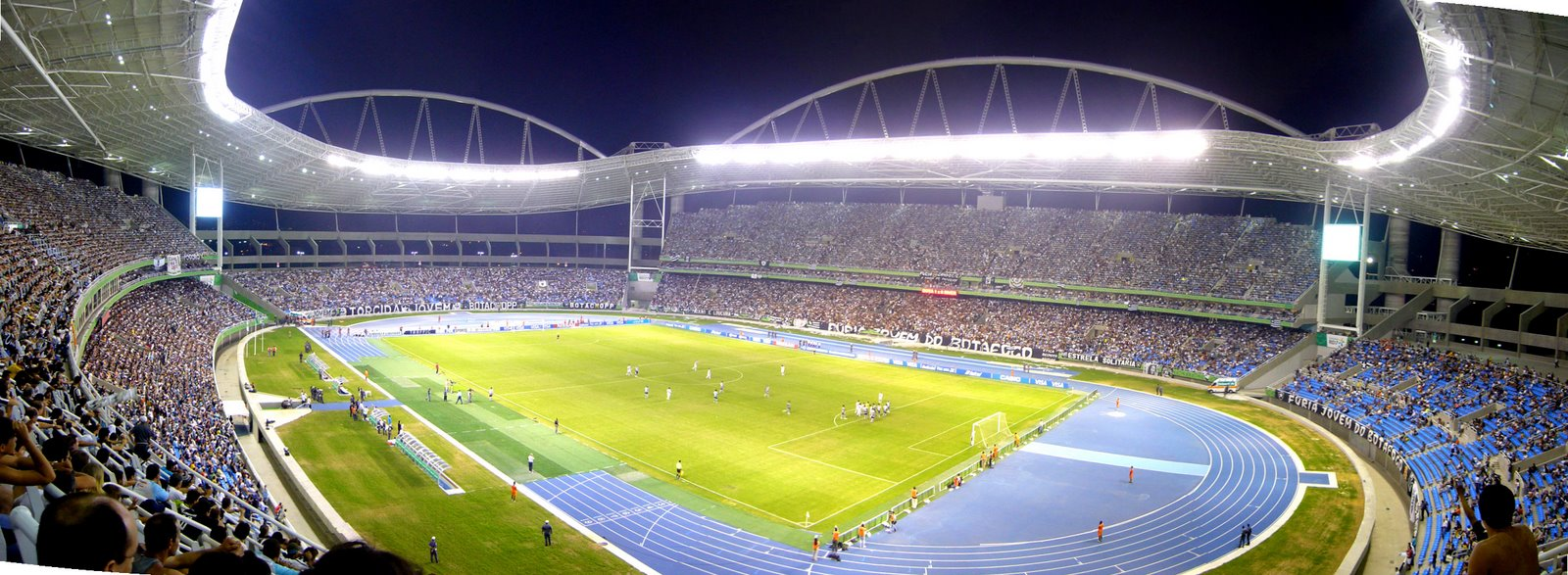
Estadio Olímpico Nilton Santos.

Río de Janeiro es mundialmente conocida por su musicalidad. Representado por la samba, choro, bossa nova, y diversos otros ritmos musicales como, por ejemplo:
- Funk: el ritmo intenso, batida representativa funciona como un perfecto contraste de las comunidades cariocas. Las letras normalmente hablan sobre la desigualdad social y la vida en esos lugares.[130]
- Samba: el estilo musical empezó a circular en Río de Janeiro después de la abolición de la esclavitud (1888) y las rodas de samba se convirtieron parte de la tradición carioca – Morro da Conceição: todo el lunes es igual en el Morro da Conceição, al fin de la tarde, alrededor de las 17, los moradores van empezando a organizarse, encienden el altavoz, llaman a sus amigos y empiezan con el samba.[131]
- Bossa nova: es un gran presente de Río para todos los brasileños. Creado hace más de 60 años, forma parte de la historia del país y, principalmente, de Ipanema. "Chega de Saudade" fue el primer registro de bossa nova.[132]
- Choro: es una música del siglo XIX en Río, a partir de una mezcla de bailes europeos. El estilo surgió 60 años antes del Ssmba con un repertorio que exige mucho de la música.[133]
- Rap: en Catete se encontrará cualidad musical, ese local es uno de los que más respiran la cultura y el arte del rap en Río de Janeiro.[134]

Principales cantautores de Río de Janeiro
- Jorge Ben Jor: guitarrista, cantante y compositor, Jor canta y vive en Río desde los años 1960. Es uno de los artistas con más canciones autorales del mundo y uno de los mayores exportadores de la MPB carioca.
- Elza Soares: la "cantante del milenio", elegida por la BBC de Londres en 2000, participaba de presentaciones para principiantes al fin de los años 1950. Colecciona hits de la música brasileña como "Se acaso você chegasse", "Cadeira vazia" y "Aquarela do Brasil".
- Cazuza: Agenor de Miranda Araújo Neto, o simplemente Cazuza, es un compositor de la música brasileña de los años 1980.
- Fernanda Abreu: es conocida por su acento “carioquíssimo” y otras letras con la ciudad como tema. Es de hecho una "Garota Sangue Bom", como ella mismo canta.
- Tim Maia: nació y creció en Tijuca, barrio en la Zona Norte de Río.
- Marcelo D2: es referencia en el rap de Río, pero nunca escondió su relación con el samba. Temas como las drogas, el abuso policial y la corrupción marcan presencia en sus letras.
- Falcão: el vocalista de O Rappa es conocido por sus letras sobre desigualdades sociales y escenas del suburbio carioca. “Rodo cotidiano” es una de las canciones del grupo.
- Chico Buarque: pasó la mayor parte de la niñez en São Paulo, entre intelectuales. Tan pronto volvió a su ciudad natal incorporó rápidamente el estilo carioca de vivir, siempre entre los maestros como Tom Jobim e Vinicius, con quien hizo varias asociaciones.
- Tom Jobim y Vinícius: dos de los mayores ídolos de la música popular brasileña, creadores de la bossa nova, eran muy amigos. Hicieron y cantaron verdaderos himnos de Río, como “Garota de Ipanema” y "Samba do avião".[135]

## Carnaval de Río de Janeiro

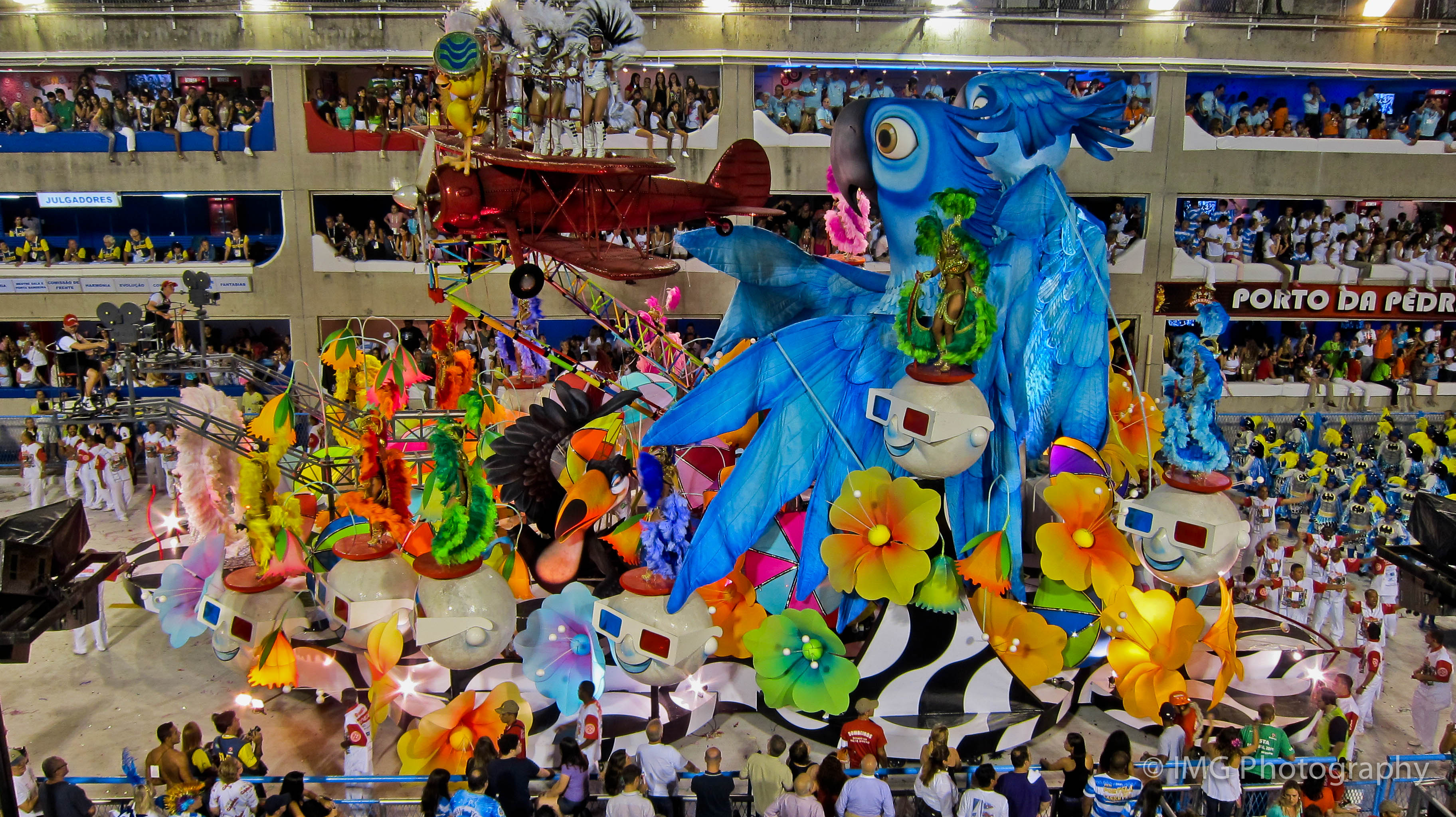
Carnaval de Río de Janeiro con los personajes de la película Río.

El carnaval de Brasil se celebra anualmente cuarenta días antes del Domingo de Ramos. Habitualmente la celebración, más cercana a fiesta profana que a evento religioso, se realiza entre febrero y marzo.
El carnaval de Río de Janeiro es uno de los más famosos del mundo, visitado por turistas de todas latitudes. Cada año desfilan en el sambódromo las escuelas de samba que representan a barrios cariocas y ciudades del Estado fluminense, las cuales deben cumplir un estricto reglamento. El jurado otorga calificaciones por cada aspecto exhibido en el desfile y la escuela de samba que reúne más puntos se corona campeona. Hasta 2005, la escuela de samba que mayor puntuación había sumado en el sambódromo era Beija-Flor de Nilópolis, seguida por Imperatriz Leopoldinense, Mocidade Independente de Padre Miguel y Mangueira.
Si bien la fiesta de carnaval más conocida de Río es el desfile del Grupo Especial que se realiza en el sambódromo (organizado desde 1984 por la Liga Independiente de Escuelas de Samba de Río de Janeiro, LIESA), en toda la ciudad hay celebraciones con bandas y blocos callejeros, bailes populares, eventos privados, el desfile de las escuelas de samba del Grupo de Acceso (que aspiran a ascender al Grupo Especial) y el desfile de campeonas, así como ensayos de las escuelas de samba que se pueden visitar todo el año.
Se requiere hacer reservas con mucha anticipación, ya que la ocupación hotelera suele superar el 95% en época de carnaval. Es habitual que los hoteles suban sus precios en estos días, al igual que en fin de año.

## Turismo
Río de Janeiro atrae gran cantidad de turismo nacional e internacional, que llega a la ciudad en busca de sus playas, su variada oferta cultural y su animada vida nocturna. Sin embargo, la mitad de los pasajeros registrados en los hoteles de Río visita la ciudad por cuestiones laborales, en tanto que el 29 % viaja por placer, el 12 % concurre a convenciones o congresos, y el 4 % es integrante de tripulaciones aéreas. El 5 % restante pertenece al rubro "otros".

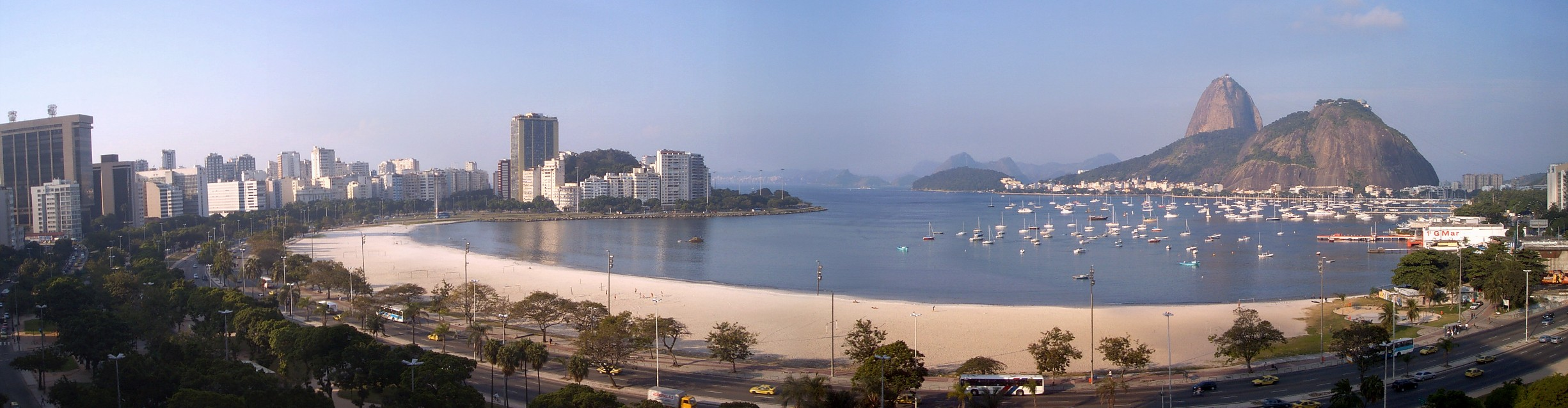
Vista de 180 grados de la ensenada de Botafogo.

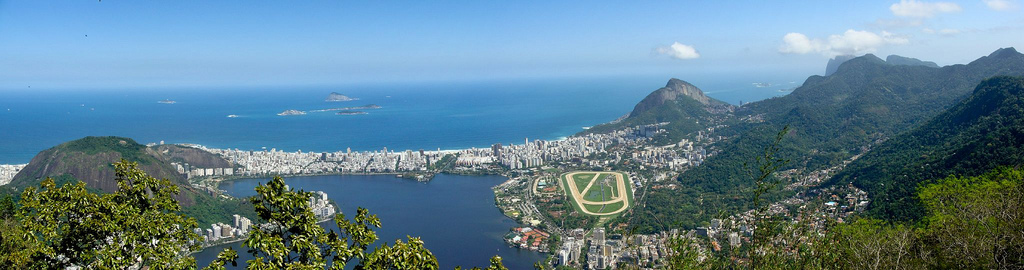
Lagoa Rodrigo de Freitas y Jockey Club de Río de Janeiro.

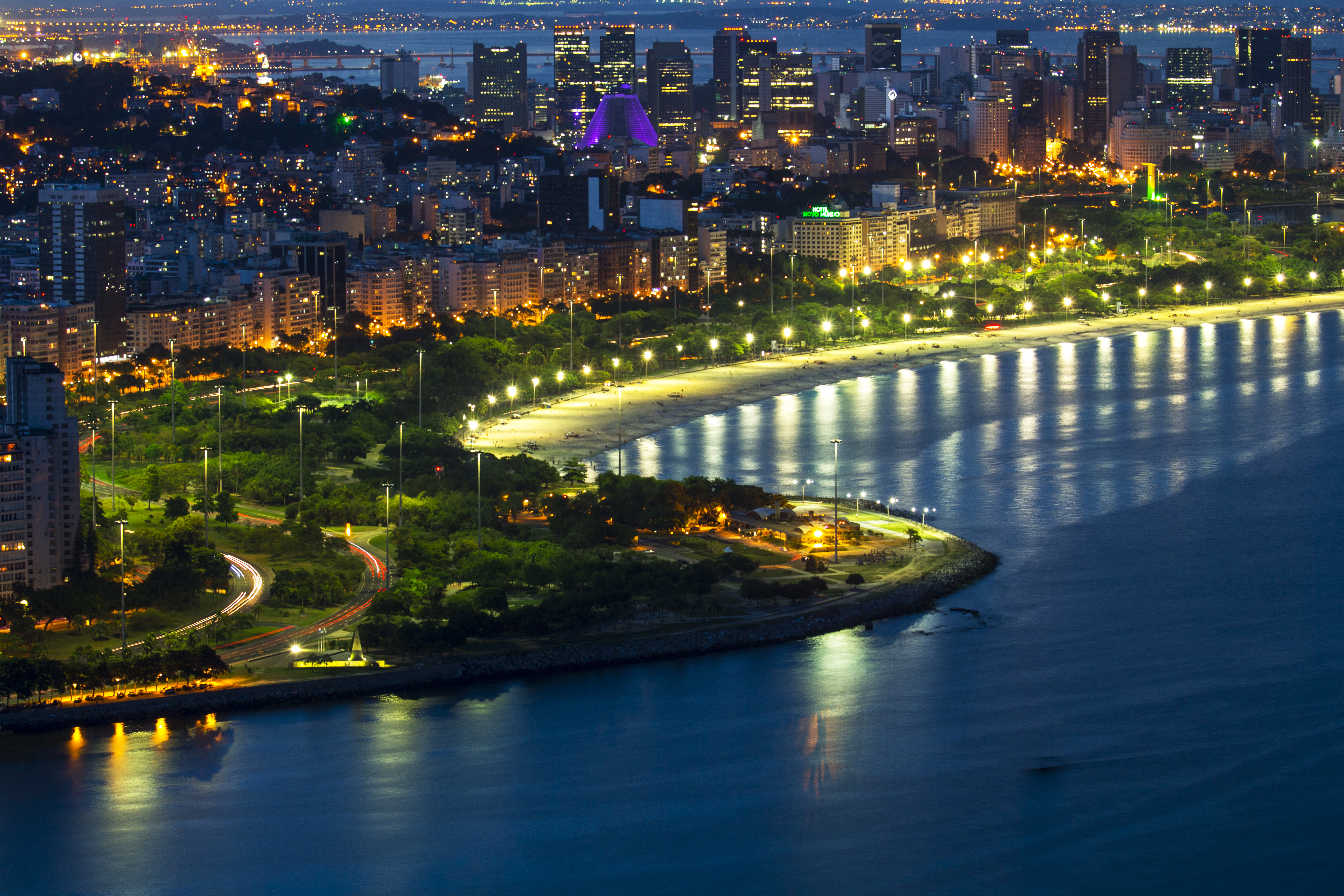
Aterro do Flamengo y Distrito financiero.

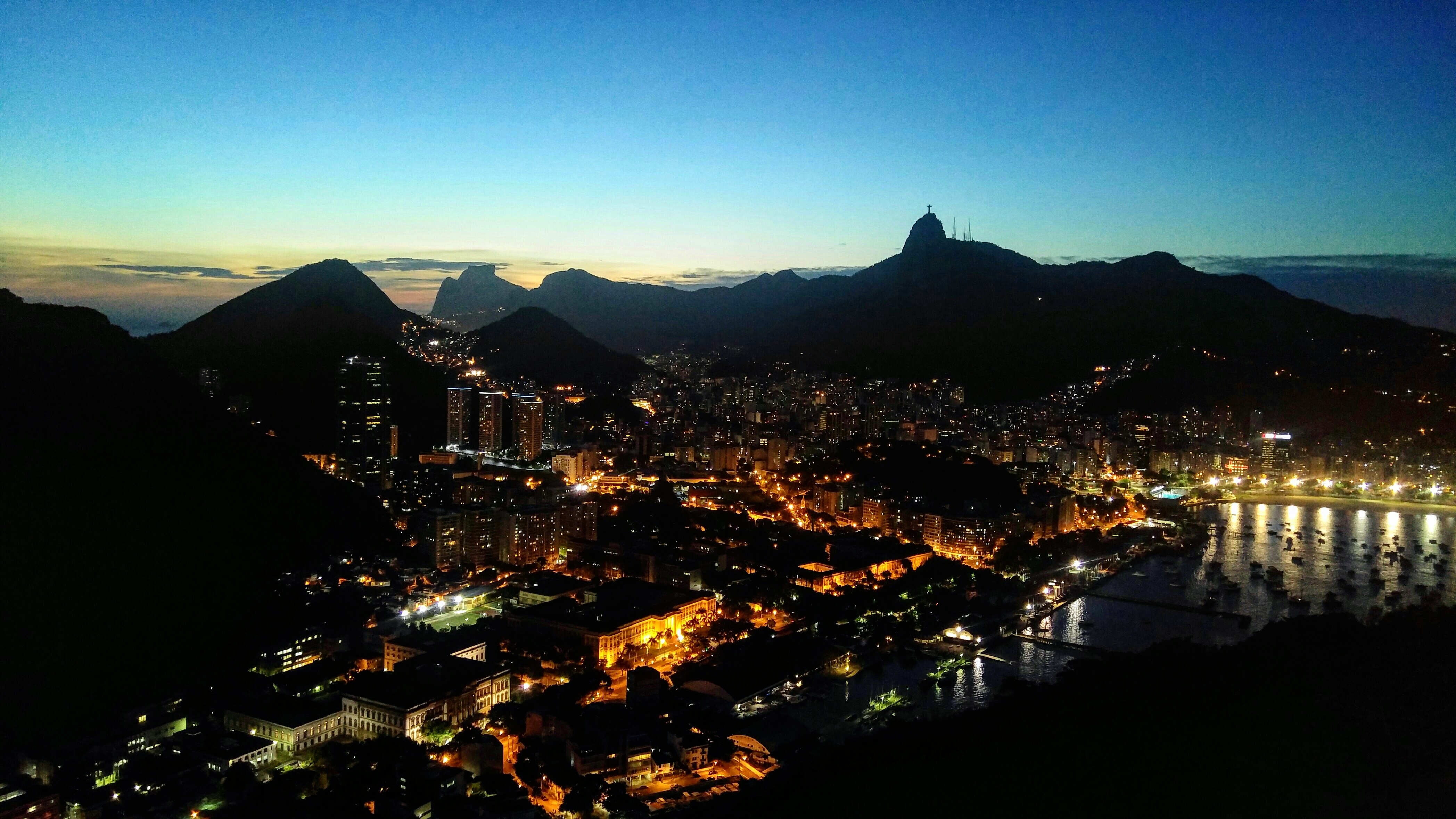
Atardecer visto desde el Pan de Azúcar.

Según el Ministerio de Trabajo y Empleo, Río de Janeiro contaba en 2004 con 441 establecimientos hoteleros, la mayoría de ellos ubicados en la Zona Sur, principalmente en Copacabana e Ipanema.

### Principal destino turístico del Hemisferio Sur

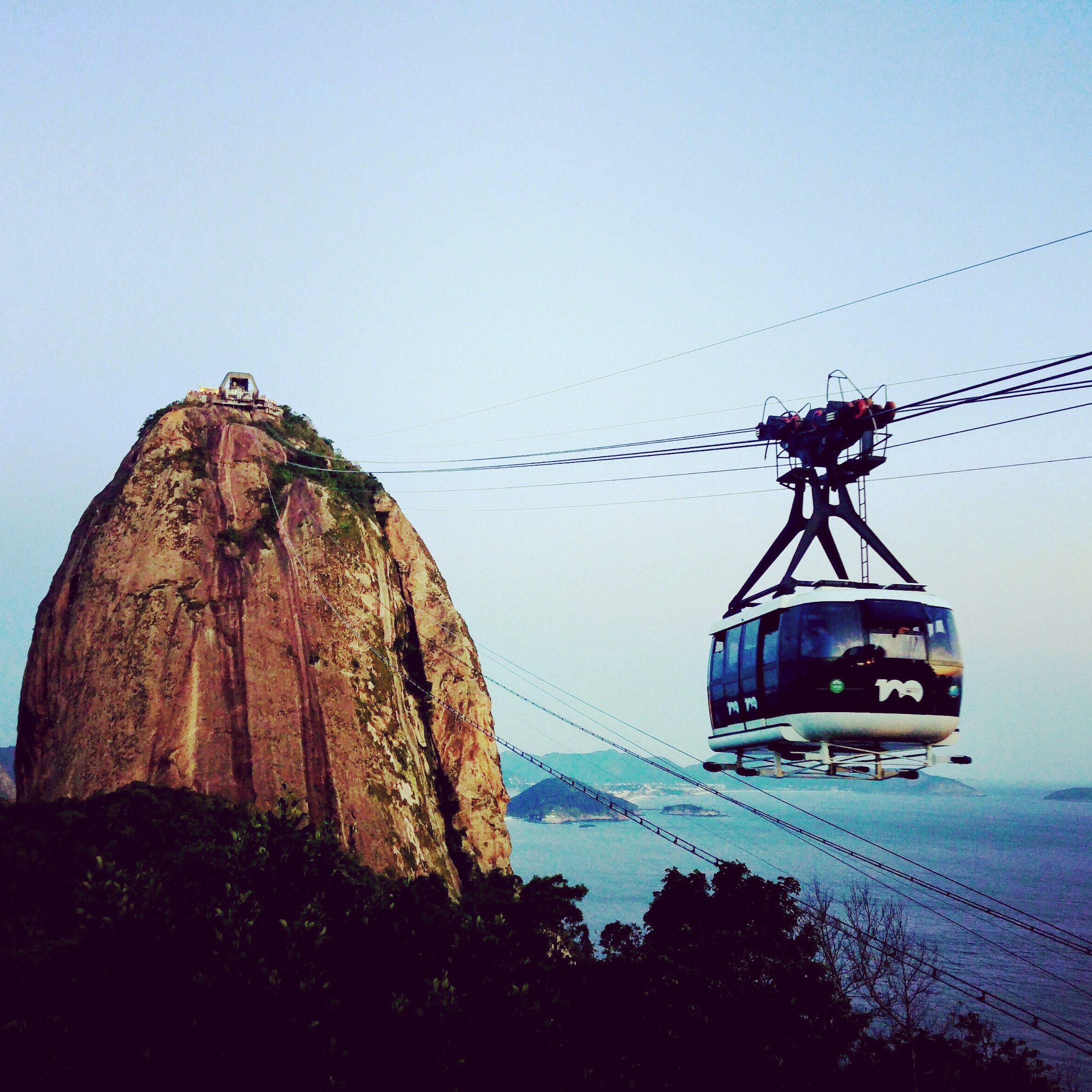
Bondinho del Pan de Azúcar

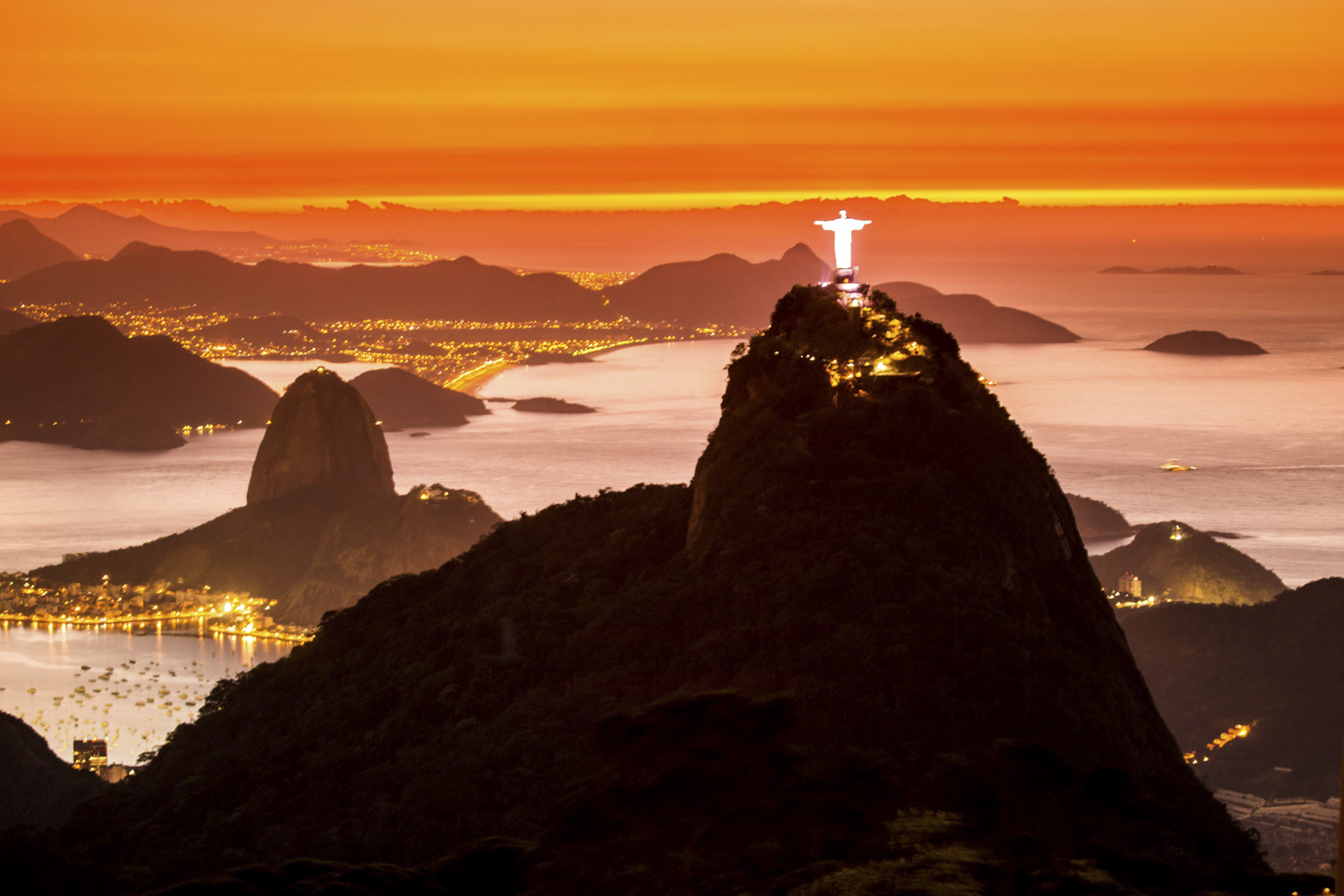
Corcovado

Río de Janeiro es el principal destino turístico del Hemisferio Sur, de acuerdo con encuesta divulgada el día 20 de enero de 2010 por la consultoría Euromonitor International. El estudio se realizó en 2008 y muestra que la ciudad recibió 2,82 millones de turistas internacionales.
Visitas a Río de Janeiro, porcentaje del total de Brasil
| 1997   | 1998   | 1999   | 2000   | 2001   | 2002   | 2003   |
| ------ | ------ | ------ | ------ | ------ | ------ | ------ |
| 37,40% | 30,20% | 32,50% | 34,10% | 28,80% | 38,58% | 36,90% |

La mayoría del turismo con destino a Río de Janeiro proviene del mismo Brasil (en un 65%), en tanto que un 35% llega de otros países. De los turistas internacionales, un 38% es proveniente de Europa, Sudamérica aporta un 24%, el mismo porcentaje que muestra América del Norte, mientras que el 14% restante arriba desde Asia, África, América Central y Oceanía.
Porcentaje de huéspedes registrados en hoteles de Río, según el lugar de origen
|    | Lugar de origen         | Porcentaje |
| -- | ----------------------- | ---------- |
| 1  | São Paulo               | 20,07%     |
| 2  | Argentina               | 10,05%     |
| 3  | Río de Janeiro (estado) | 6,34%      |
| 4  | Estado de São Paulo     | 5,67%      |
| 5  | Minas Gerais            | 3,70%      |
| 6  | Francia                 | 3,48       |
| 7  | Distrito Federal        | 3,04%      |
| 8  | Alemania                | 3,04%      |
| 9  | Estados Unidos          | 3,02%      |
| 10 | Reino Unido             | 2,72%      |

## Deportes

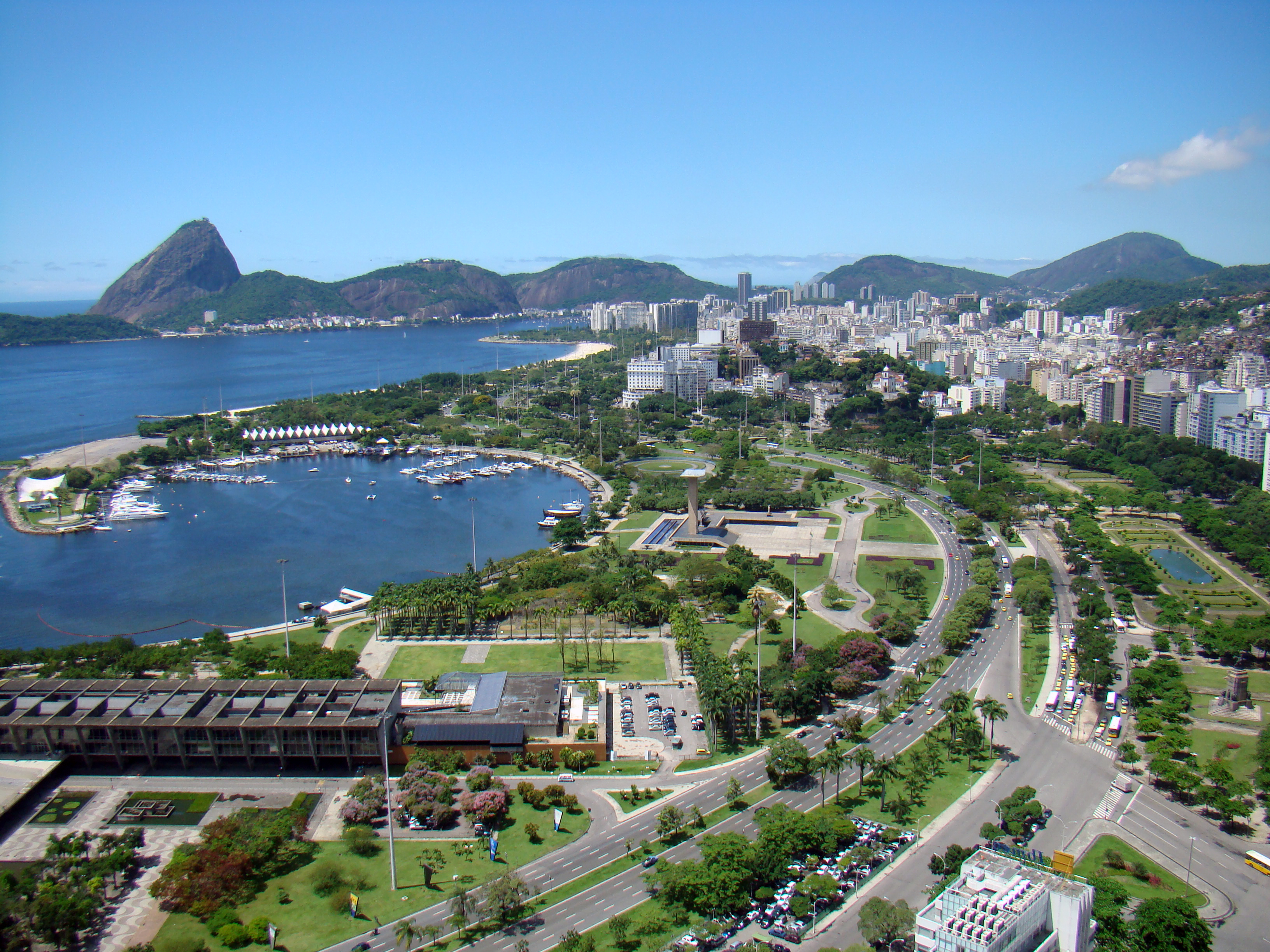
Marina da Glória, donde se realizaron las competiciones de vela en los Juegos Panamericanos de 2007.

En Río de Janeiro, como en todo el país, el deporte con más adeptos es el fútbol. Son cuatro los grandes equipos de fútbol en la ciudad: Flamengo, Vasco da Gama, Fluminense y Botafogo. Otros deportes que se destacan por tener importantes equipos ubicados en Río de Janeiro son judo, baloncesto, natación y balonvolea. Así como en todo el Brasil, en Río de Janeiro los deportes colectivos tienen más aficionados que los individuales.
El Estadio de Maracaná se construyó para la Copa Mundial de Fútbol de 1950, en la que la selección de Brasil fue derrotada ante la de Uruguay en el Maracanazo. También se ha utilizado para las finales de la Copa Mundial de Fútbol de 2014 que tras las remodelaciones tendrá capacidad para casi 80 mil personas. y el Torneo Olímpico de Fútbol de 2016, así como la ceremonia de apertura de los Juegos Olímpicos de Río de Janeiro 2016.
Además de albergar partidos del Mundial de Fútbol de 2014, Río de Janeiro albergó el Centro Internacional de Comunicaciones y el sorteo preliminar.

### Sede de los Juegos Olímpicos de 2016

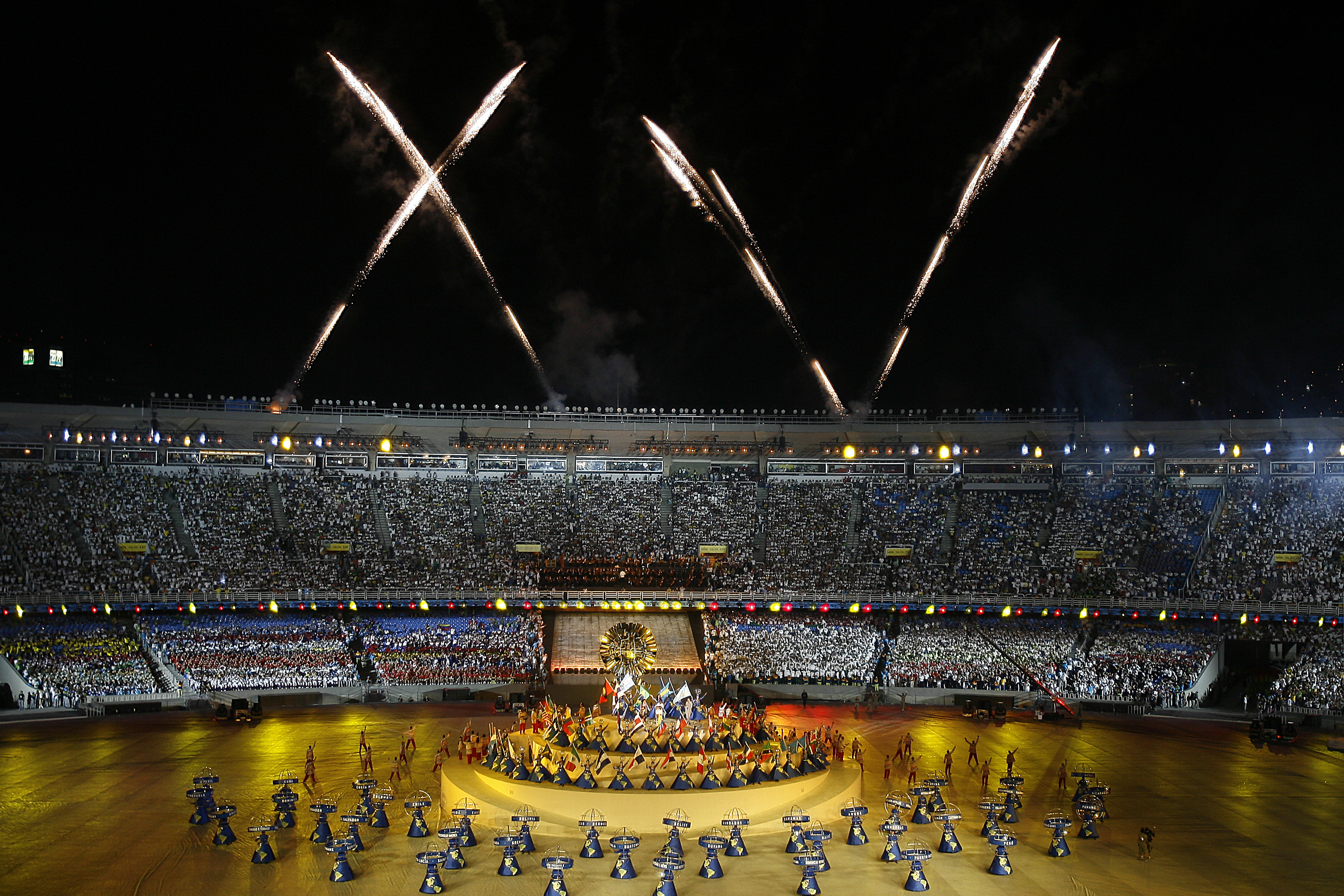
Juegos Río 2007 en el Estadio Maracaná.

El 2 de octubre de 2009, durante el transcurso de la 121.ª sesión del Comité Ejecutivo del COI que se celebró en Copenhague (Dinamarca), Río de Janeiro fue designada sede de los Juegos Olímpicos de 2016. En la primera ronda fue eliminada Chicago, en la segunda Tokio, y en la última ronda de elección venció a Madrid por 66 a 32 votos.
Río de Janeiro ya intentó organizar los Juegos Olímpicos en 2004 y 2012, pero finalmente las sedes elegidas fueron respectivamente Atenas y Londres.
Con esta designación para organizar los Juegos Olímpicos de 2016 Río de Janeiro se convirtió en la primera ciudad sudamericana en conseguir este evento, ya que otras ciudades intentaron infructuosamente en el pasado ser sede con anterioridad, como Buenos Aires, Cali o São Paulo.
La candidatura de Río de Janeiro propuso la realización de casi la totalidad de los eventos deportivos dentro del área urbana, concentrándose en las zonas de Maracaná, Barra da Tijuca, Deodoro y Copacabana. La única excepción serán los eventos de fútbol que se repartirán en São Paulo, Salvador de Bahía, Belo Horizonte y Brasilia. Todas estas ciudades fueron sedes de la Copa Mundial de Fútbol de 2014.
| Predecesor: Londres       | Ciudad Olímpica 2016                                         | Sucesor: Tokio        |
| Predecesor: Santo Domingo | Ciudad Panamericana 2007                                     | Sucesor: Guadalajara  |
| Predecesor: Cuenca        | Ciudad Sudamericana Junto a São Paulo, Curitiba y Belém 2002 | Sucesor: Buenos Aires |

## Educación

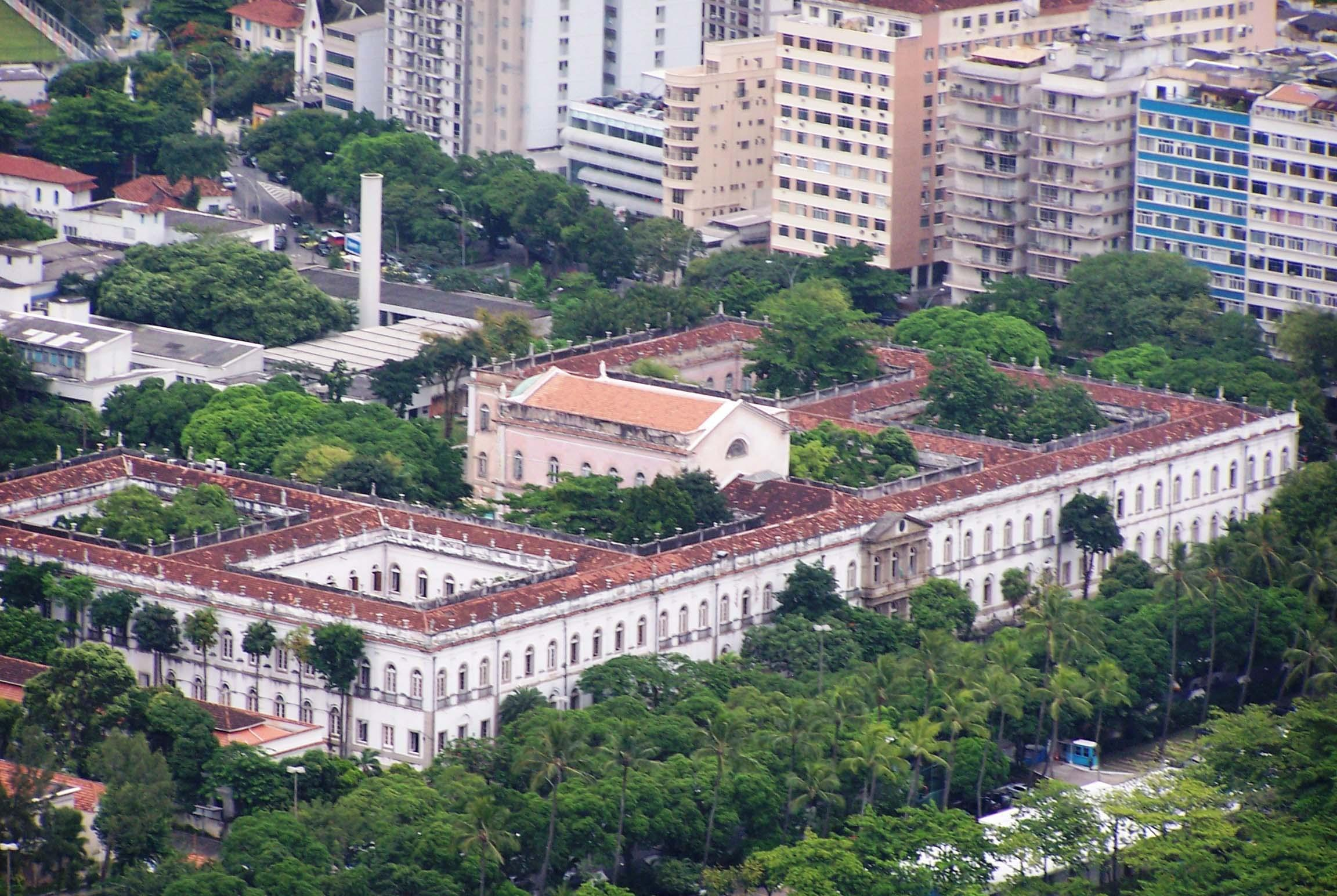
Vista aérea de uno de los campus de la UFRJ.

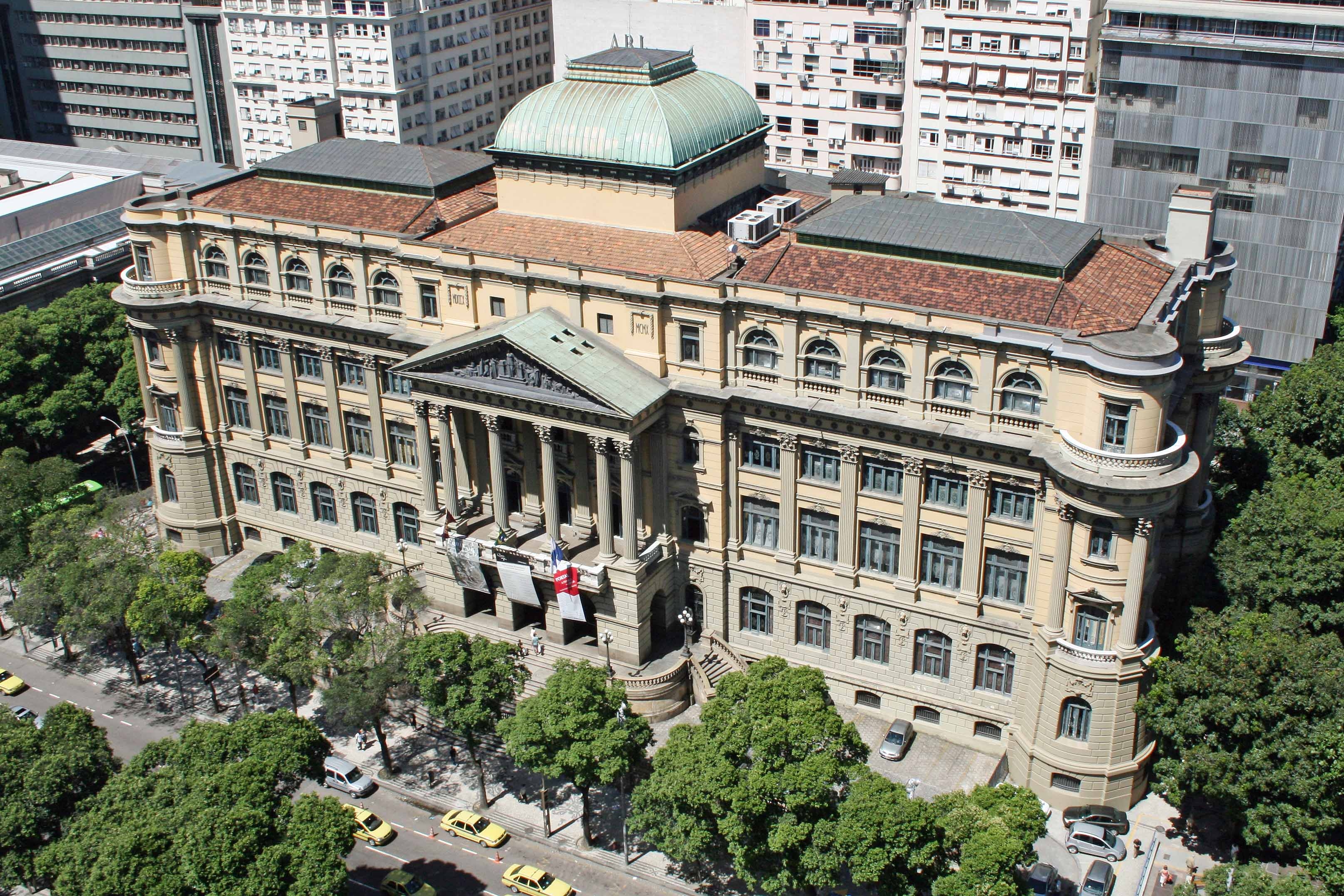
Biblioteca Nacional de Brasil

En Río de Janeiro están ubicados algunos de los más importantes centros de educación superior de Brasil, incluyendo la UFRJ, la primera y mayor universidad del país. En la ciudad hay 4 universidades públicas (UFRJ, UNIRIO, UERJ y UEZO), algunos centros públicos y otras muchas instituciones privadas de enseñanza superior.
Las enseñanzas desde el creche (guardería) nivel inicial,(jardín de infantes) primaria y secundaria son ofrecidas por escuelas públicas del Estado de Río de Janeiro y privada. Según algunas opiniones, or lo general sufren escasez de profesores, materiales didácticos y de laboratorio, siendo frecuentadas por el pueblo más pobre. Para otras personas que residimos en Brasil, de ninguna forma refleja la realidad de la educación pública. RJ aporta de forma gratuita, uniforme a todos sus alumnos ( incluyendo zapatillas y abrigo) tambirn existen sistemas de donación de ropa para los más necesitados. La alimentación es completamente gratuita. En algunos estados, desde el creche, jornada es de 8hs, los menossres estudian, comen, duermen y se refrescan en verano en la institución. Se les entrega a los alumnos, 2 opciones de aprovisionamiento de útiles escolarees. En algunos establecimientos, se les emtrega directamente un maletín con lápices, crayones, cuadernos, tijera, lupa, regla, sacapuntas y gomas entre otros. en otro estados, angra dos reis por ejemplo se le da al responsable del menor, una tarjeta con un importe que se debe cambiar por los útiles de una lista oportunamente indicada por la isntitucion. esta misma es de R600, equivalente a la cotizacion de hoy de aproximadamente u$s 120. Hay monitoreo constante de problemas vinculados a maltratos familiares, enfermedades previsibles y vacunas. Hay algunas escuelas públicas de primaria, como el colegio federal D. Pedro II, el colegio militar y el Centro Federal de Enseña Tecnológica (Cefet).
Hay más de 80 universidades/colegios en Río de Janeiro
| Predecesor: Estrasburgo | Capital Mundial del Libro 2025 | Sucesor: Rabat |

## Transportes y comunicaciones

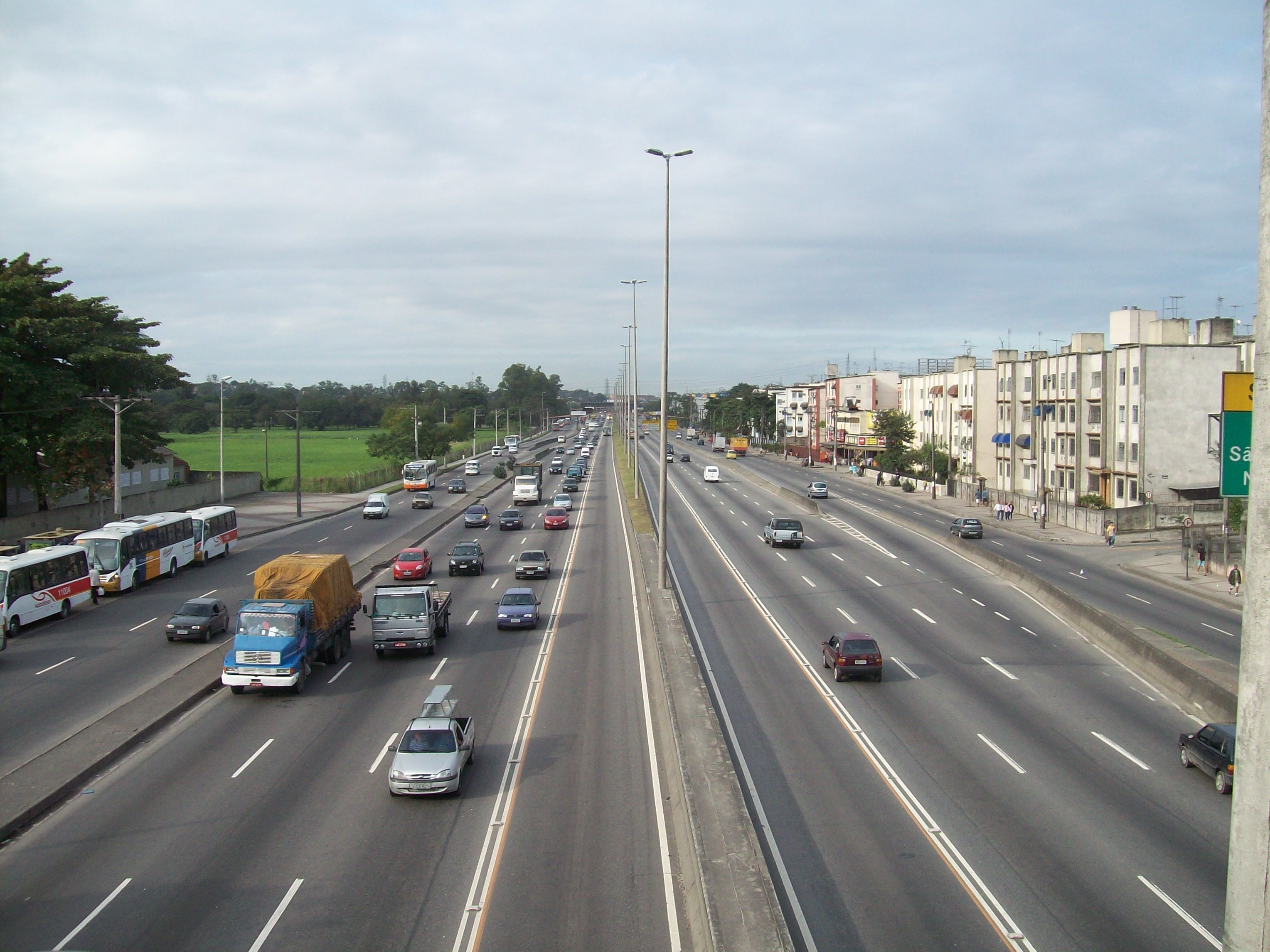
Avenida Brasil

Ante el desafío que representaba el crecimiento poblacional de Río de Janeiro, en 1965 se publicó el Plan Doxiadis, un plan de reurbanización que contemplaba grandes vías de circulación rápida. Si bien muchas de esas ideas finalmente no se pusieron en práctica, la ciudad finalmente se vio atravesada por autopistas (vías expressas en portugués) identificadas por colores, motivo por el que el proyecto se conoció como Plan Policromático. Las más importantes son la Línea Roja (Linha Vermelha, inaugurada entre 1978 y 1994), que recorre la ciudad desde el norte (Pavuna) hasta el túnel Rebouças (para ingresar a la Zona Sur), y la Línea Amarilla (Linha Amarela, inaugurada en 1997), que conecta Jacarepaguá en la zona oeste con Cidade Universitária en el noreste de Río de Janeiro, donde se puede acceder a la Línea Roja.
Además de las líneas Roja y Amarilla, algunas de las vías de comunicación más importantes de la ciudad son la avenida Brasil (con 58 kilómetros de extensión circulando desde la Zona Portuaria —muy cerca del centro—, el norte de Río de Janeiro y el oeste carioca, llegando hasta el barrio Santa Cruz), avenida Presidente Vargas (principal corredor del centro), la carretera Lagoa-Barra (entre la zona sur y el oeste) y avenida das Américas (en Barra da Tijuca), así como las avenidas que bordean las áreas costeras de la Bahía de Guanabara y el océano Atlántico, principalmente las avenidas Infante Dom Henrique (entre el Aterro de Flamengo y la bahía de Botafogo) y Atlântica (junto a la playa de Copacabana).
Situada entre el mar y la montaña, las administraciones de la ciudad construyeron túneles y viaductos para conectar los distintos barrios. En 2015 había en Río de Janeiro 36 túneles, 132 viaductos, 316 pasarelas peatonales y 620 puentes. Algunos de los túneles más famosos son los que llevan a las playas de la zona sur, como el Túnel Novo (oficialmente Engenheiro Marquês Pôrto) que une Botafogo con Copacabana y Leme, el túnel Rebouças que conecta el barrio Lagoa con el inicio de la autopista Línea Roja, y el túnel Zuzu Angel entre Gávea, Rocinha y São Conrado.

### Autobuses

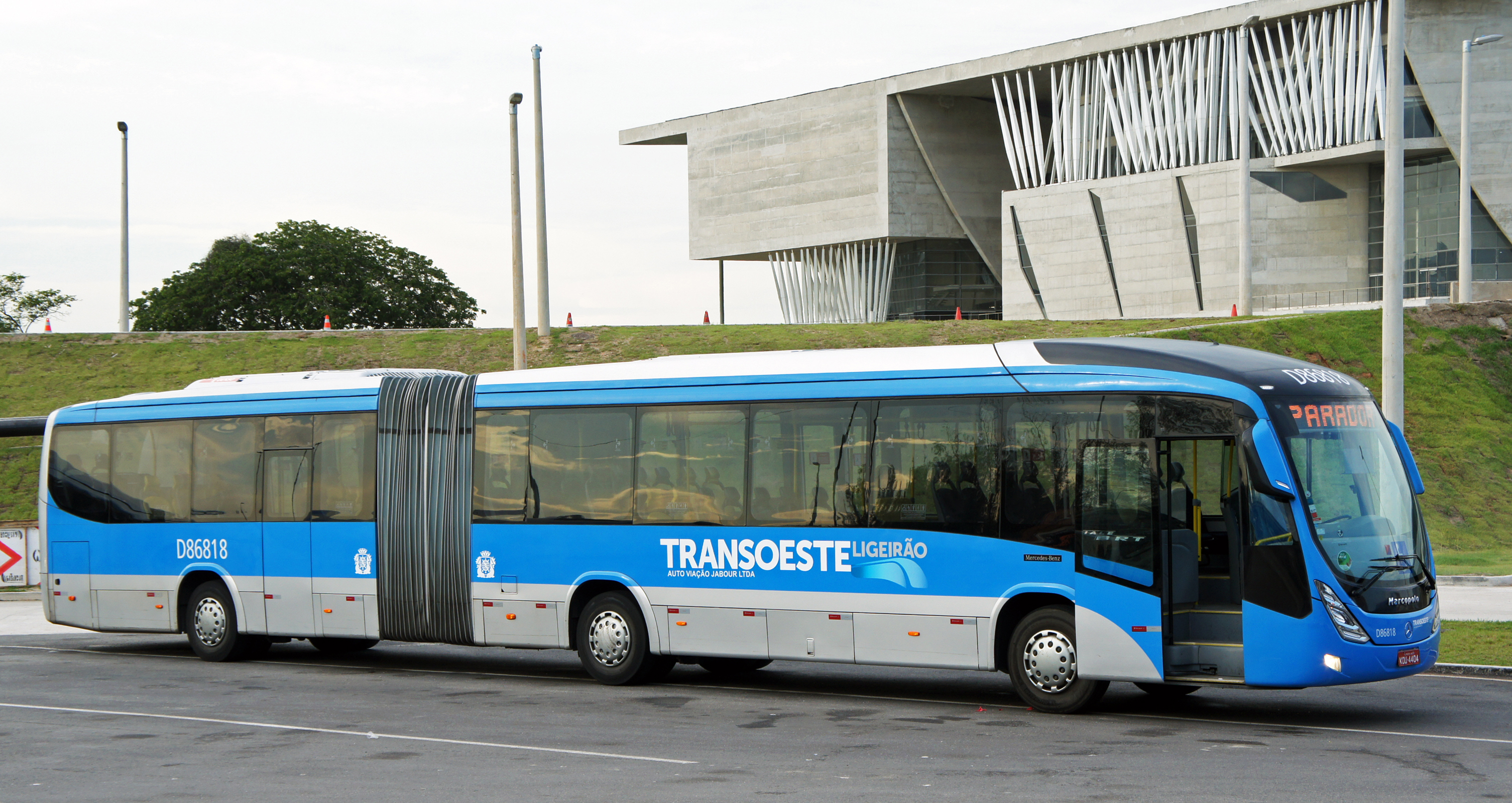
Autobús articulado del BRT TransOeste.

Río de Janeiro tiene una compleja red de autobuses (ônibus en portugués), operada por cuatro consorcios y el Acuerdo Operacional BRT, que en 2021 tenía una flota de 6.007 autobuses. Se divide entre los ómnibus simples (con tarifa básica) y los especiales con aire acondicionado conocidos como frescões (cada recorrido con su propia tarifa), aunque hay además otras variantes:
- BRS: servicio con carriles exclusivos. Hay corredores en la zona sur (barrios Leblon, Ipanema, Copacabana, Botafogo y Humaitá) y la zona central (Centro, Estácio, Tijuca, Maracanã, Méier y Vila Isabel).[167][168]
- BRT (Bus Rapid Transit): también cuenta con carriles exclusivos pero además tiene mayor infraestructura (como andenes y autobuses articulados con mayor capacidad) y trayectos más largos con menos paradas, lo que lo convierte en un servicio más rápido. Comenzó a implementarse en 2012 y suma cuatro corredores en casi 150 kilómetros de recorrido total: TransOeste (53 estaciones entre Barra da Tijuca, Campo Grande y Santa Cruz), TransCarioca (de Barra da Tijuca al aeropuerto Galeão), TransOlímpica (en Barra da Tijuca, entre Alvorada y Jardim Oceânico) y TransBrasil (desde el centro hacia el norte, por avenida Brasil), sumando 600 ómnibus, 140 estaciones y 15 terminales.[169][170][171][172][173]
- TEC, STPL y STPC: servicio operado por furgonetas conocidas como vans, que funciona dentro de barrios y entre barrios contiguos, así como en áreas de difícil acceso, donde también se encuentra el servicio MOTO.RIO de mototáxis.[174]

### Metro

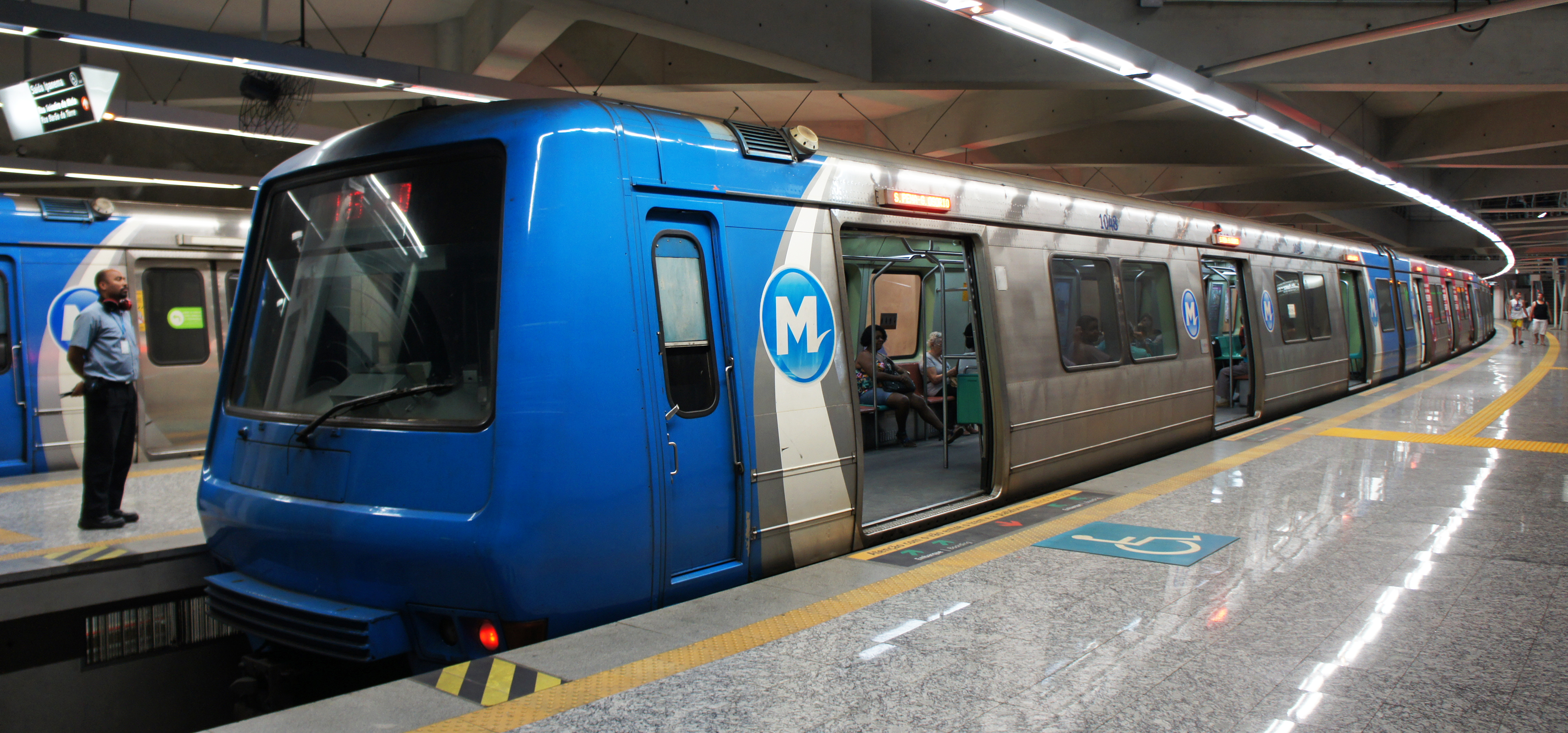
Metro de Río de Janeiro

En marzo de 1979 se inauguró el metro de Río de Janeiro (metrô de Rio de Janeiro en portugués) con 4,3 kilómetros de vías y cinco estaciones en el centro de la ciudad. En 1984 comenzó a funcionar la línea 2, para extender progresivamente el sistema hacia el norte de la ciudad, con conexión entre ambas líneas en estación Central.
Tras sucesivas ampliaciones de los recorridos, la zona más turística de Río de Janeiro tuvo su primera estación de metro en 1998, con la inauguración en Copacabana de la estación Cardeal Arcoverde de la línea 1, mientras la línea 2 se ampliaba hacia el extremo norte de la ciudad con la estación Pavuna como final de recorrido. En 2002 se lanzó el servicio Metrô Na Superfície, que completaba trayectos en autobuses desde distintas estaciones del metro.
En 2007 comenzó a funcionar Cantagalo y en 2009 se inauguró otra estación hacia el sur, General Osório, que fue reinaugurada en 2013 tras la reformas que permitían una futura expansión hacia Ipanema y la zona oeste de la ciudad. En coincidencia con los Juegos Olímpicos de Río de Janeiro, en 2016 se inauguró la línea 4 (pese a que no había una línea 3) que se extiende desde estación General Osório con cinco estaciones exclusivas y una futura (Gávea, que en 2024 aún estaba en construcción) en 16 kilómetros, y que llega hasta el inicio de Barra da Tijuca, en la zona oeste.

### Trenes y tranvías

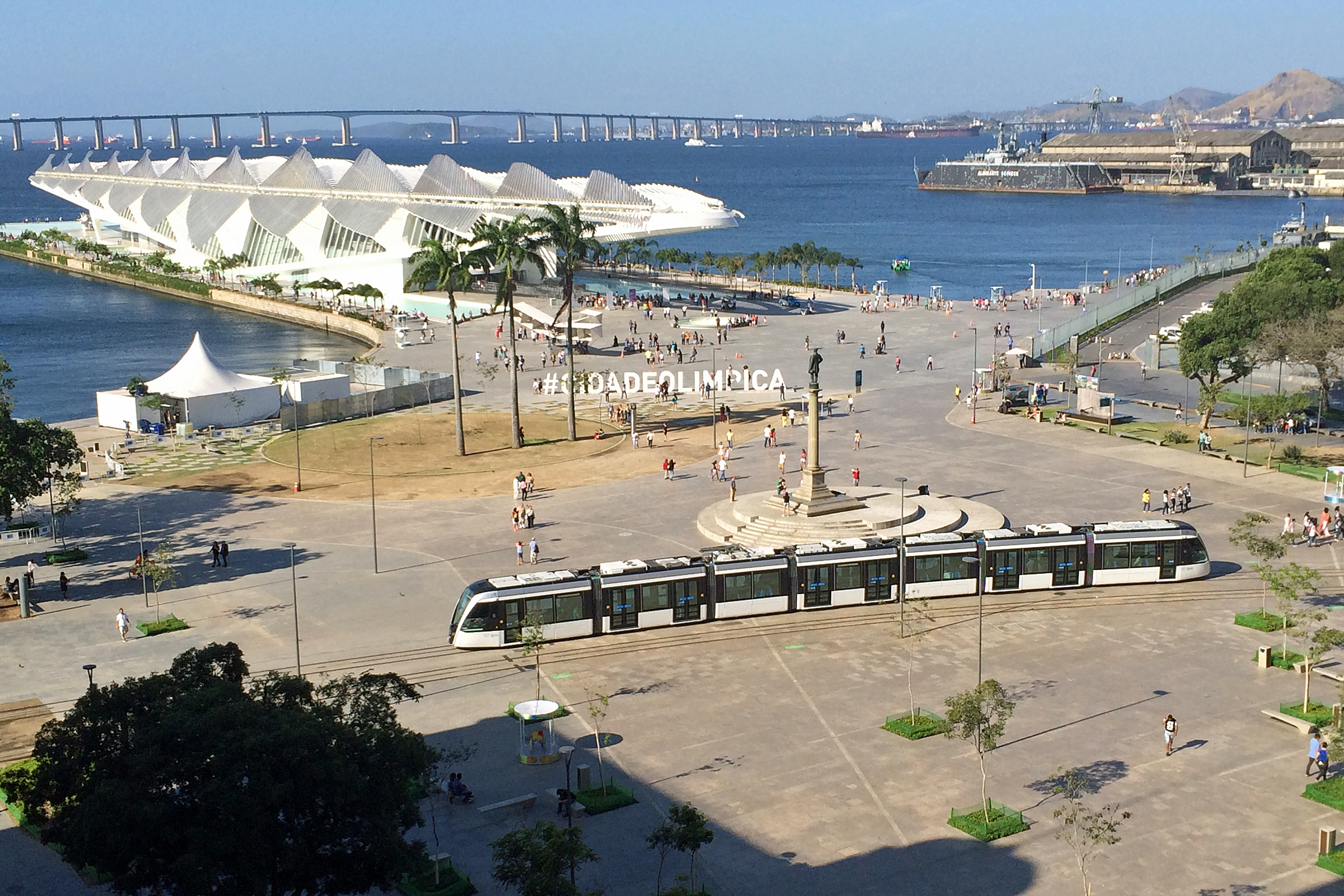
Tranvía de Río de Janeiro atravesando la plaza Mauá. Al fondo, el Museo del Mañana, diseñado por Santiago Calatrava.

El sistema de trenes de Río de Janeiro es operado por la compañía SuperVia y conecta el centro de la ciudad (en estación Central de Brasil) con barrios del oeste y el norte, y municipios cercanos. Está compuesto por 104 estaciones en 270 kilómetros de red ferroviaria, con cinco ramales (Deodoro, Santa Cruz, Japeri, Paracambi y Belford Roxo) y tres extensiones (Saracuruna —que enlaza con el ramal Japeri—, Vila Inhomirim y Guapimirim —ambas enlazan con el ramal Saracuruna—).
El VLT (Veículo Leve sobre Trilhos) es un sistema de tres líneas de tranvía que funciona en el centro y la Zona Portuaria de Río de Janeiro, propulsado por energía eléctrica, que conecta la estación de ómnibus Novo Rio, la estación Central de trenes, el puerto, el metro, la estación fluvial y el aeropuerto Santos Dumont.

### Transporte fluvial
La estación fluvial Praça XV, en el centro de la ciudad, tiene servicios de barcos de pasajeros hacia siete destinos: Praça Arariboia y Charitas (ambas en Niterói), la isla de Paquetá (en la Bahía de Guanabara), Cocotá (un barrio de la zona norte, en la Ilha do Governador), Ilha Grande, Mangaratiba y Angra dos Reis.
En 2023 el sistema transportó una media diaria de 48 000 pasajeros, de los cuales casi el 85 por ciento corresponden a la ruta Rio-Niterói.

### Estadísticas del transporte público
De acuerdo con un reporte realizado por Moovit en julio de 2017, el promedio de tiempo que los pasajeros pasan en transporte público en Río de Janeiro en un día de la semana es de 95 minutos, mientras que el 32% de las personas pasan más de 2 horas todos los días. El promedio de tiempo que los pasajeros esperan en una parada o estación es de 19 minutos, mientras que el 35% de las personas esperan más de 20 minutos cada día. La distancia promedio que la gente suele recorrer en un solo viaje es de 12,3 kilómetros, mientras que el 37% viaja por más de 12 kilómetros en una sola dirección.

### Aeropuertos
La ciudad de Río de Janeiro tiene tres aeropuertos:
- El más importante es el Aeroporto Internacional Tom Jobim, más conocido como Galeão (código IATA: GIG, OACI: SBGL), ubicado en Ilha do Governador, en la zona norte de la ciudad y a 20 kilómetros del centro, que opera vuelos domésticos e internacionales y sirve a la aviación militar. En 2023 tuvo un movimiento de 7,9 millones de pasajeros y el flujo máximo fue en 2012, cuando transportó 17,4 millones de pasajeros.[188][189]
- El Aeropuerto Santos Dumont (IATA: SDU, OACI: SBRJ) está en el centro de la ciudad, opera vuelos nacionales y el principal destino es São Paulo. Registró su máximo de movimiento en 2023, con 11,4 millones de pasajeros.[189][188]
- El aeropuerto Jacarepaguá-Roberto Marinho (IATA: RRJ, ICAO: SBJR) está en Barra da Tijuca, en la zona oeste, y opera principalmente una conexión con el aeropuerto de Congonhas, vuelos a las plataformas petrolíferas de la Cuenca de Santos, y helicópteros privados. En 2023 tuvo un movimiento de 147.561 pasajeros.[189][190]

## Desarrollo humano

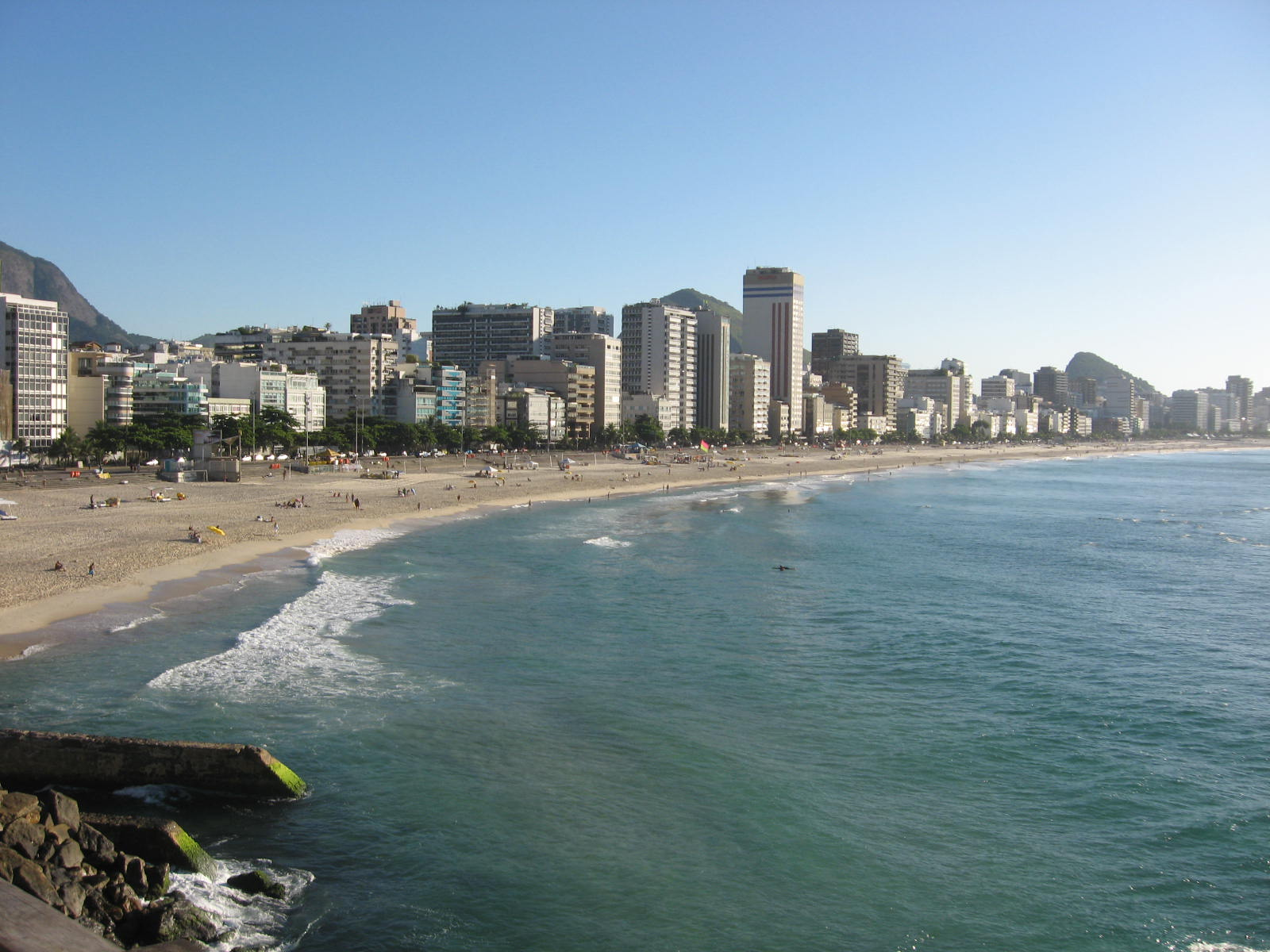
Leblon es el barrio de clase alta más caro de Brasil, Los turistas que se acercan a Leblon buscan principalmente sus playas. El barrio limita con el barrio Vidigal.

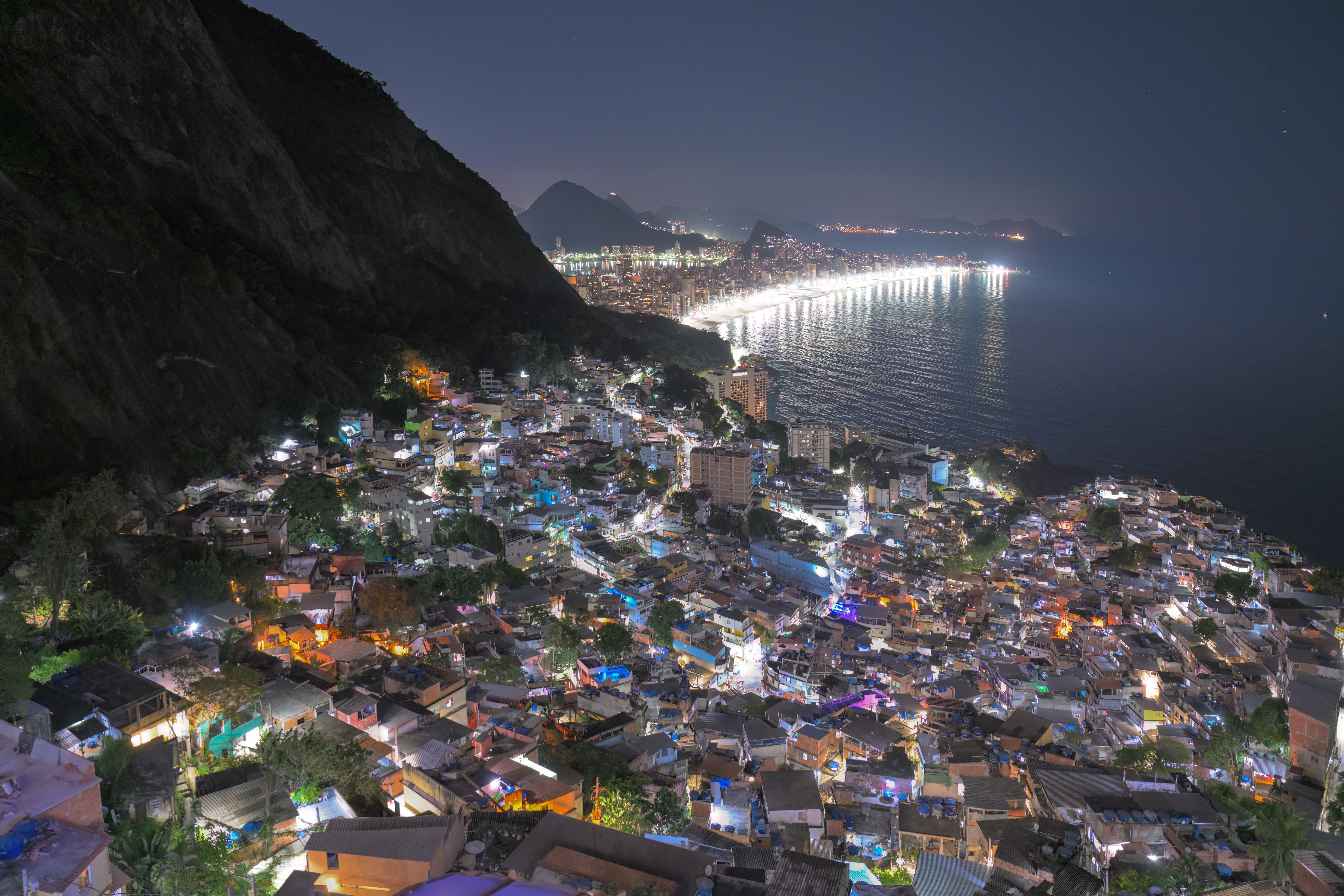
Barrio Vidigal

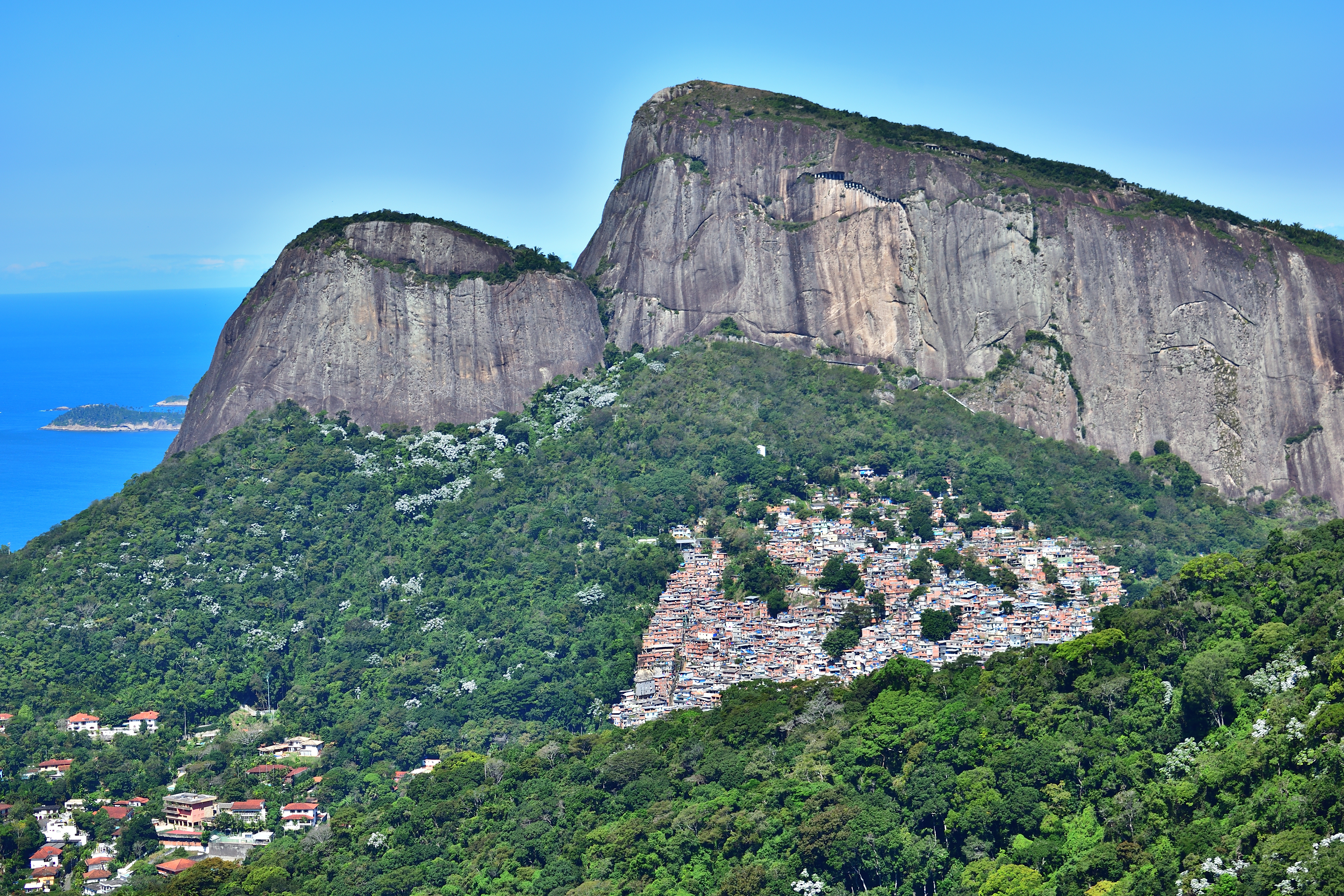
Favela Rocinha

El desarrollo humano de Río varía en gran medida por la localización. Hay barrios que exhibieron un Índice de Desarrollo Humano (IDH) muy alto en 2000 (igual o mayor que los índices de países como los escandinavos), pero también tuvo muchos en el extremo inferior.
Existe una correlación entre la incidencia de homicidios registrados en cada zona de Río y los Índices de Desarrollo Humano. Sin embargo, el IDH no es suficiente para explicar este complejo fenómeno en su totalidad. Por ejemplo, el barrio Madureira está entre los tres más violentos de la ciudad pero su IDH es de 0,831, en el puesto 67 sobre 126.
| Barrio           | Índice IDH | Comparación                                                            |
| ---------------- | ---------- | ---------------------------------------------------------------------- |
| Gávea            | 0,970      | Igual que Australia, el país con el segundo IDH más elevado del mundo) |
| Leblon           | 0,967      | Mayor que Canadá (0,966, #4 en el mundo)                               |
| Jardim Guanabara | 0,963      | Igual que Suecia (0,963, #7 en el mundo)                               |
| Ipanema          | 0,962      | Mayor que Francia (0,961, #8 en el mundo)                              |
| Lagoa            | 0,959      | Igual que Finlandia (0,959, #12 en el mundo)                           |

| Barrio                  | Índice IDH | Comparación                                           |
| ----------------------- | ---------- | ----------------------------------------------------- |
| Manguinhos              | 0,726      | Menor que Mongolia (0,727, #115 en el mundo)          |
| Maré                    | 0,722      | Menor que Vietnam (0,725, #116 en el mundo)           |
| Acari y Parque Colúmbia | 0,720      | Igual que Mongolia (0,720, #112 en el mundo)          |
| Costa Barros            | 0,713      | Menor que Guinea Ecuatorial (0,719, #118 en el mundo) |
| Complejo de Alemão      | 0,711      | Menor que Guinea Ecuatorial (0,719, #118 en el mundo) |

| Región Administrativa | Índice IDH | Comparación                                               |
| --------------------- | ---------- | --------------------------------------------------------- |
| Copacabana            | 0,956      | Igual que Finlandia (0.956, #12 en el mundo)              |
| Lagoa                 | 0,951      | Igual que Italia (0,951, #18 en el mundo)                 |
| Botafogo              | 0,947      | Igual que Reino Unido y Alemania (0,947, #21 en el mundo) |
| Tijuca                | 0,923      | Mayor que Brunéi (0,920, #29 en el mundo)                 |
| Barra da Tijuca       | 0,918      | Mayor que Kuwait (0,916, #31 en el mundo)                 |

| Región Administrativa | Índice IDH | Comparación                                           |
| --------------------- | ---------- | ----------------------------------------------------- |
| Guaratiba             | 0,746      | Menor que El Salvador (0,747, #106 en el mundo)       |
| Rocinha               | 0,735      | Menor que Palestina (0,737, #110 en el mundo)         |
| Jacarezinho           | 0,731      | Igual que Nicaragua (0,732, #112 en el mundo)         |
| Maré                  | 0,719      | Igual que Guinea Ecuatorial (0,719, #118 en el mundo) |
| Complexo do Alemão    | 0,709      | Menor que Uzbekistán (0,710, #119 en el mundo)        |

## Personajes cariocas ilustres
| - Nelson Piquet, piloto automovilístico (1952-), triple campeón del mundo de Fórmula 1. - Hugo Calderano, jugador de tenis de mesa brasileño (1996-), mejor jugador de América de todos los tiempos. - Marcus D'Almeida, arquero brasileño (1998-), número 1 del mundo en tiro con arco. - Bob Burnquist, skater brasileño (1976-), considerado uno de los mejores skaters de la historia. - Jorge Fernandes, nadador brasileño (1962-), medallista olímpico. - Guilherme Costa, nadador brasileño (1998-), medallista en campeonatos del mundo. - Robson Da Silva, velocista brasileño (1964-), medallista olímpico. - José da Conceição, atleta brasileño (1931-1974), medallista olímpico. - Marcos Soares, regatista brasileño (1961-), campeón olímpico. - Eduardo Penido, regatista brasileño (1960-), campeón olímpico. - Isabel Swan, regatista brasileña (1983-), medallista olímpica. - Henrique Pellicano, regatista brasileño (1974-), medallista olímpico.. - Daniel Adler, regatista brasileño (1958-), medallista olímpico. - Nelson Falcão, regatista brasileño (1946-), medallista olímpico.. - Sandra Pires, jugadora brasileña de voleibol de playa (1973-), campeona olímpica. - Bárbara Seixas, jugadora brasileña de voleibol de playa (1987-), medallista olímpica. - Bernardinho, jugador y entrenador de voleibol. Campeón olímpico como entrenador, medallista de plata como jugador. | - Nalbert, jugador brasileño de voleibol, campeón olímpico. - Bruninho, jugador brasileño de voleibol, campeón olímpico. - Leandro Vissotto, jugador brasileño de voleibol, medallista de plata olímpico. - Thaísa Menezes, jugadora brasileña de voleibol, campeona olímpica. - Jorginho, futbolista y entrenador de fútbol brasileño, campeón del mundo con Brasil en el Mundial de 1994. - Carlos Alberto Torres, futbolista y entrenador brasileño, campeón del mundo con Brasil en el Mundial de 1970.. - Jairzinho, futbolista (1944-) - Dadá Maravilha, futbolista brasileño, campeón de la Copa Mundial de la FIFA 1970. - Nílton Santos, futbolista brasileño, campeón de la Copa Mundial de la FIFA 1958 y de la Copa Mundial de la FIFA 1962. - Castilho, futbolista brasileño, campeón de la Copa Mundial de la FIFA 1958 y de la Copa Mundial de la FIFA 1962. - Romario, futbolista (1966-) - Zico, futbolista (1953-) - María II, reina de Portugal (1819-1853) - Pedro II, emperador de Brasil (1825-1891) - Bernardino Machado, presidente de Portugal (1851-1944) - Kátia, cantante ciega (1962-) - Kiko Loureiro, guitarrista de heavy metal (1972-) |